# Gott
Als Gott (weiblich: Göttin) oder Gottheit (abrahamitisch: semitische Wurzel א–ל–ה, vgl. El, Elohim, Allah) wird meist ein übernatürliches Geistwesen bezeichnet, das über eine große und nicht buchstäblich oder naturwissenschaftlich beschreibbare transzendente Macht verfügt. Im Verständnis von Mythologien, Religionen und Glaubensüberzeugungen wird einem Gott oder mehreren Göttern besondere Verehrung zuteil und es werden ihnen unter anderem oft Eigenschaften zugeschrieben wie erster Ursprung, Schöpfer oder Gestalter der Wirklichkeit zu sein. Auch Vorstellungen einer nicht wesenhaften, unpersönlichen „göttlichen Kraft“ werden bisweilen als Gott bezeichnet.
Mit Gott ohne weitere Bestimmung wird meist ein allumfassender Gott im Sinne des Monotheismus oder philosophischer Metaphysik bezeichnet. In der Wendung ein Gott bzw. eine Göttin, oder dann auch eine Gottheit, kann ein Gott mit bestimmten Attributen oder eigenem Kult neben anderen Göttern und Kulten angesprochen sein (also im Polytheismus oder in kulturvergleichender Sicht). In einer anderen Bedeutung begegnet der Begriff Gottheit aber auch als ein abstraktes Konzept im Gegensatz zu einem personenhaften Gott. Ein separater abstrakter Begriff der Gottheit, der von Gott unterschieden wird, findet sich besonders prominent in der Lehre Meister Eckharts.

## Etymologie im germanischen Sprachraum

### Indogermanischer Ursprung
Der Wortstamm von „Gott“ ist alt, doch nur im germanischen Sprachraum anzutreffen und außerhalb unbekannt. Eine indogermanische Verwandtschaft mit persisch chodā ist nicht nachweisbar. Bezeichnungen sind alt- und mittelhochdeutsch got, altsächsisch, altfriesisch, mittelniederdeutsch und englisch god, gotisch guþ, altnordisch gođ sowie schwedisch und dänisch gud.
Die Germanen verehrten den urgermanischen Himmelsgott Tiwaz, der durch sprachliche Evidenz als indogermanisches Erbe erwiesen ist. In den verschiedenen Dialektgruppen des Germanischen erscheint er beispielsweise als althochdeutscher Ziu und altnordischer Tyr. Das lateinische Wort deus geht wahrscheinlich zurück auf indogermanisch deiwos. Hierbei handelt es sich um eine bereits urindogermanische Vriddhi-Ableitung zum Wort *djews „Himmel“. Die Personifizierung *djeus ph2tēr „Vater Himmel“ findet sich wieder im griechischen Zeus Ζεῦ πάτερ (Zeu páter, Vok. zu Ζεῦς, Gen. Διός), dem römischen Jupiter (vom Vokativ *Dioupater zum Nominativ Diēspiter), dem vedischen Dyaus Pita und dem illyrischen Δει-πάτυρος (Dei-pátyros „himmlischer Vater“). Alle diese Formen können auf die Wurzel *djew- zurückführen, das als „Erstrahlen, Erscheinen“ übersetzt wird. Dieses Wort liegt wiederum mit seiner Ableitung *deiwos dem altindischen deva und dem lateinischen deus als Begriffe für Gott zugrunde.
Für die Herkunft des germanischen Wortes Gott wird davon ausgegangen, dass der Begriff aus dem substantivierten zweiten Partizip des indogermanischen *ghuto-m der Verbalwurzel *gheu- „rufen, anrufen“ entstanden ist. Danach wären die Götter die (etwa durch Zauberwort) angerufenen Wesen. Alternativ könnte das Wort auch auf die indogermanische Verbalwurzel *gheu- „gießen“ zurückgeführt werden, wonach der Gott als „das, dem (mit) Trankopfer geopfert wird“ zu verstehen wäre. Das griechische theói steht ebenfalls etymologisch mit dem Verb thýein „opfern“ zusammen, wie das Simplex theós „Gott“ durch Entsprechungen im anatolischen Wortschatz das Votivobjekt des Altars etymologisch bezeichnet. Das Standardnachschlagewerk Etymologisches Wörterbuch der deutschen Sprache von Friedrich Kluge bestärkt die Vermutung einer Ableitung von „gießen“ (etwa Gott als „Gegossenes“ oder „gegossenes Bild“) oder Trankopfer durch Vergleich mit dem Avestischen und Altindischen. Wolfgang Meid fügt hierzu an: „Dies ist aber grammatisch unplausibel, denn ‚gegossen‘ wird der Trank, nicht der Gott“.

### Bedeutungsverschiebung zu christlicher Zeit

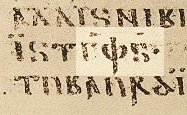
„Gott“ in der gotischen Genitivform guþs (abgekürzt zu gþs) im Codex Argenteus (Mt 5,34 EU): ni svaran allis, ni bi himina, unte stols ist guþs („nicht schwört, nicht beim Himmel, welcher der Thron Gottes ist“).

Die germanische Bezeichnung *guda- „Gott“ war ursprünglich ein grammatisches Neutrum, ebenso wie andere germanische Bezeichnungen für Götter. Bei der Übertragung auf den christlichen Gott wurde das Wort zur Zeit der arianischen Christianisierung der Goten im 3. bis 4. Jahrhundert im oströmischen Wirkungskreis und in der fränkisch-angelsächsischen römisch-katholischen Mission unter den Merowingern und Karolingern zum Maskulinum. Im Gotischen blieb das Wort allerdings als Bezeichnung der heidnischen Götter – wegen der christlichen Ablehnung dieser Götter – geschlechtslos. Der Übergang vom Neutrum zum Maskulinum vollzog sich im westgermanischen Bereich etwa vom beginnenden 6. Jahrhundert bis zum ausgehenden 8. Jahrhundert. Im skandinavisch-nordgermanischen Bereich hielt sich das Neutrum länger, da dort das Wort für den persönlichen Gott Ase (óss) lebendig blieb.
Wie die anderen Wörter oder Ausdrücke für „Gott“, wurde dieses oft in der Mehrzahl verwendet, um eine nicht näher umschriebene Gruppe göttlicher Wesen zu beschreiben. Aufgrund der Abstammung des Wortes wird davon ausgegangen, dass es die höheren Mächte (Numen) als passive Wesen bezeichnet, die verehrt wurden, und nicht als aktive Wesen, die das irdische Geschehen instand hielten. Andererseits waren andere Wörter für „Gott“ zur Bezeichnung eines aktiven Wesens ebenfalls geschlechtslos. Daraus ergibt sich mit hoher Wahrscheinlichkeit, dass solche Wörter im Plural die Götter als Ganzheit bezeichneten (tívar: altnordischerer Plural „die Götter“, ursprünglich zu Týr). Viele Geschehnisse waren nicht einem bestimmten „Gott“, sondern ganz allgemein „den Göttern“ zuzuschreiben. Daraus erklärt sich, dass die Singularform des ursprünglichen *deiwos-Teiwaz nur noch appellativ in Namenskompositen erscheint, beispielsweise bei Odin, der den Beinamen Fimbultýr trägt („großer, gewaltiger Gott“). Neben den einzelnen Göttergestalten, die durch einen eigenen Namen, eigene Mythen und einen festen Kult in den Vordergrund traten und leicht zu erkennen waren, gab es die unabsehbare göttliche Masse, aus der beispielsweise Mythendichter neue Figuren hervorheben konnten.
Einen transzendenten Gottesbegriff entwickelten die Germanen nie, oder nur im Norden und erst sehr spät. Erst bei Snorri Sturluson im 13. Jahrhundert ist Odin der Alfaþir („Allvater“). In der Übergangszeit der Christianisierung, verbunden mit Formen von Synkretismus wurden Odin, Thor und Balder in den isländisch-nordischen Texten zu allmächtigen oder vollkommenen Göttern erklärt, um der auftauchenden Gestalt Christi entgegentreten zu können. Der begriffliche Gegensatz zwischen „Göttern“ und „Menschen“ (*teiwoz – *gumanez), den die Germanen von altersher kannten, wurde ersetzt durch die neue Dichotomie *guda – *gumanez. Indem diese Verbindung stabreimend wirkt, fand sie in diverser Dichtung, insbesondere der altnordischen, Eingang und somit auch Wirkung. Die ehemals geschlechtsneutrale Begrifflichkeit „Gott“ wurde schließlich männlich, sobald sie den christlichen Gott bezeichnete. So trat infolge der Christianisierung der heute bestehende Bedeutungswandel ein, in dem das Wort umgedeutet und auf den − meist als männlich empfundenen − jüdisch-christlichen Gott JHWH (hebräisch יהוה) angewendet wurde.
Die erst in karolingischer Zeit belegte Bezeichnung Gottheit (altgriechisch θεότης, lateinisch divinitas, von divus „Gott“) ist mehrdeutig und kann zum einen als Substanzbegriff im Sinne von „göttliche Natur“ verwendet werden oder das Innere, Passive der Göttlichkeit betonen, zum anderen nur auf außerchristliche Götter angewendet werden. Letztere Bedeutung ist erst seit der Mitte des 18. Jahrhunderts gebräuchlich.

## Entstehung der „Gottesidee“
Die Archäologie kann durch die Interpretation bestimmter Artefakte bedingt Rückschlüsse auf religiöse Kulte anstellen, die einen entsprechenden Glauben voraussetzen. Da die Vorstellung von etwas „Göttlichem“ jedoch vor der Erfindung der Schrift lag, gibt es keine Möglichkeit, Ort und Zeitpunkt zu bestimmen (möglicherweise auch mehrere Orte und Zeitpunkte). Darüber hinaus entziehen sich solche Vorstellungen einer klaren Definition, so dass sehr viel Raum für phantasievolle Interpretationen bleibt.
Es spricht einiges dafür, dass „ein Herr oder eine Herrin der Tiere“ – wie noch vor kurzem bei nahezu allen Jäger-und-Sammler-Kulturen als Beschützer der Tierwelt und Machthaber über das Wohl und Wehe der Jäger zu finden – die erste gottähnliche Idee altsteinzeitlicher Jäger-und-Sammler-Gruppen war. Konkrete Rekonstruktionen und Übertragungen von rezenten, schriftlosen Kulturen auf die Vorgeschichte – wie etwa schamanistischer Praktiken oder religiöser Vorstellungen – gelten heute jedoch als hoch spekulativ und unbeweisbar.
Die ersten Fundstücke, die mit der Idee einer Gottheit in Verbindung gebracht werden, sind zumeist weibliche figürliche Darstellungen (Venusfigurinen) aus dem Jungpaläolithikum (45.000 bis 11.700 vor heute), die von einigen Autoren als Statuen von Muttergöttinnen gedeutet werden, sowie die später auftretenden zeichnerischen Darstellungen von Personen mit Symbolen, die relativ sicher als Hinweis auf Gottheiten interpretiert werden können.

## Begriffsbestimmung und -abgrenzung
Die Frage, unter welchen Umständen eine Entität als Gott eingeordnet werden kann, hat bislang in der Religionswissenschaft kaum Beachtung gefunden, zumal die jüdisch-christliche Tradition stets eine implizite Vorlage für den Gottesbegriff lieferte. Dies ist neben der Einschränkung auf einen Kulturraum insofern problematisch, als es bereits in diesen Religionen eine Vielzahl unterschiedlicher Gottesvorstellungen gibt. H. P. Owen stellt in der Encyclopedia of Philosophy fest, dass es „sehr schwierig und vielleicht unmöglich“ sei, eine Definition von „Gott“ aufzustellen, die alle Verwendungen des Wortes und entsprechender Wörter in anderen Sprachen abdeckt. Die 2. Ausgabe des Dictionnaire de la langue philosophique gibt als allgemeine Definition an: „Übernatürliches Wesen, das die Menschen ehren sollen.“ Der christliche Philosoph Brian Leftow legt in der Routledge Encyclopedia of Philosophy folgende restriktivere Definition zugrunde: „Die höchste Wirklichkeit, die Quelle oder der Grund alles anderen, perfekt und der Anbetung würdig.“
Nicht alle Kulturen unterscheiden eindeutig zwischen Göttern, Geistern, Engeln, Dämonen und anderen übernatürlichen Wesen; gelegentlich wird der entsprechende Begriff in anderen Sprachen recht weit gefasst. So etwa können die Orishas der Yoruba sowohl als Ahnengeister und Clanautoritäten als auch als dem höchsten Gott Olorun untergeordnete, arbeitsteilig in verschiedenen Sphären der Natur und des sozialen Lebens wirkende Götter betrachtet werden. Solche „Funktionsgötter“, die zugleich autoritative Ahnengeister präsentieren, gibt es auch bei den Ewe. Das Wort vodon (vergleiche „Voodoo“) in der Fon-Sprache wird sowohl mit „Gott“ als auch mit „Geist“ übersetzt, ebenso wie das japanische Wort Kami. Die buddhistischen Devas, meist als „Götter“ übersetzt, sind übernatürliche Wesen mit eigener Persönlichkeit, gelten aber nicht als perfekt, unsterblich, allmächtig oder allwissend. Einige neuplatonische Denker bezeichneten mit dem Wort θεός (theós) eine Vielzahl spiritueller Entitäten, darunter die menschliche Seele. Die Frage nach einer angemessenen Definition von „Gott“ wird noch dadurch verkompliziert, dass Philosophen und Theologen Gottesbegriffe entwickelt haben, die sich von der religiösen Praxis wesentlich unterscheiden (siehe Abschnitte zu metaphysischen und populären Vorstellungen).
In der kognitiven Religionswissenschaft werden Götter zu den übernatürlichen Akteuren gezählt. Als Akteur wird in der Philosophie und Psychologie ein Wesen mit geistigen Fähigkeiten bezeichnet, dem bewusste Ansichten und Wünsche zugesprochen werden, oder dessen Verhalten durch mentale Zustände hervorgerufen wird. Aus natürlichen Konzepten können übernatürliche gebildet werden, indem intuitive, alltägliche Auffassungen der ihnen zugehörigen ontologischen Kategorien verletzt werden. Beispiele für solche Konzepte sind Bäume, die sich nirgendwo befinden, Steine, die Gefühle empfinden, und eben auch Wesen, die unsichtbar sind. Die geistigen Fähigkeiten des Akteurs sind die einzige anthropomorphe Eigenschaft, die von Gläubigen und Theologen gleichermaßen akzeptiert wird.

## Klassifikation von Gottesvorstellungen

### Nach Anzahl: Mono- und Polytheismus

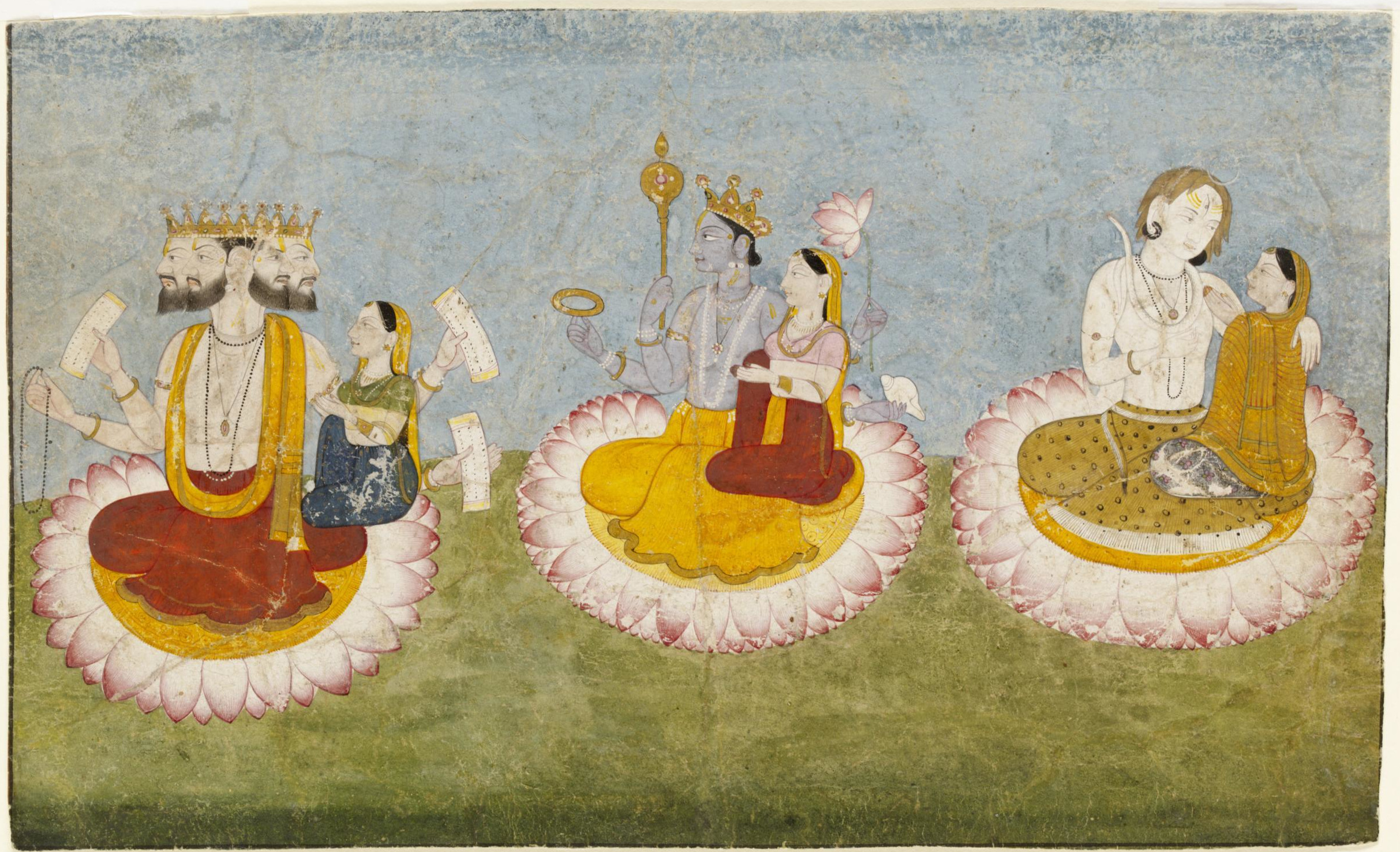
Darstellung von Brahma, Vishnu und Shiva, den göttlichen Figuren der Trimurti, Ende 18. Jahrhundert

Oft wird zwischen polytheistischen Religionen, die mehrere Götter kennen, und monotheistischen Religionen mit nur einem Gott unterschieden. In der Kosmologie monotheistischer Religionen werden die polytheistischen Götter mit ihren unterschiedlichen Funktionen teils zu Attributen des einzigen Gottes zusammengefasst, teils tiefergestellten übernatürlichen Wesen wie Engeln und Heiligen übertragen.
In vielen polytheistischen Religionen sind die Götter als Pantheon organisiert. In dieser heiligen Gemeinschaft gibt es eine Hierarchie, die sich aus den unterschiedlichen Funktionen der einzelnen Götter ergibt. Teilweise gibt es einen Herrscher über das Pantheon, wie zum Beispiel einen Vater aller Götter (so etwa El bei den Kanaanäern) oder eine Göttin mit Vormachtstellung (etwa Amaterasu im frühen Shintō). Religionen mit einem Hauptgott werden henotheistisch genannt. Philosophen wie Plato und die Stoiker sprachen gelegentlich von „Gott“ und „den Göttern“ unterschiedslos im selben Absatz.
Die Abgrenzung zwischen Mono- und Polytheismus ist nicht immer objektiv eindeutig, denn in manchen Religionen existiert ein Gott in mehreren Formen, beziehungsweise Hypostasen (Trimurti im Hinduismus, Trinität im Christentum, „Gott oben/unten“ bei den Bari, „Vater, Mutter, Sohn“ bei den Ndebele). Darüber hinaus können besondere Personen wie Maria (Mutter Jesu) oder Siddhartha Gautama zumindest im Rahmen der vergleichenden Religionswissenschaft oder aus dem Blickwinkel anderer Religionen als gottähnlich oder zusätzliche Götter betrachtet werden. Auch kann eine Religion insofern mono- und polytheistische Aspekte vereinen, als je nach Konfession und selbst je nach Anhänger unterschiedliche Gottesvorstellungen anzutreffen sind. Frühe Christen glaubten beispielsweise je nach Gruppierung an einen, zwei, 30 oder 365 verschiedene Götter, und Dreifaltigkeitslehren reichen vom Glauben an drei Götter (Tritheismus) bis zur Vorstellung, dass die drei nur verschiedene Aspekte eines Gottes sind (Modalismus). Alle drei abrahamitischen Religionen sind heute ausdrücklich monotheistisch.

### Hochgötter
Die Götter monotheistischer Religionen, die höchstrangigen, mächtigsten Gottheiten in polytheistischen Religionen (siehe auch: Henotheismus), aber auch Vorstellungen einer höchsten übernatürlichen Kraft in einigen ethnischen Religionen – etwa Kitchi Manitu der Algonkin – werden in Religionswissenschaft und Ethnologie häufig als Hochgott oder Höchstes Wesen bezeichnet. Bis zum Beginn des 20. Jahrhunderts setzten eurozentrisch denkende Völkerkundler und Missionare viele Hochgottvorstellungen vorschnell und undifferenziert mit der christlichen Gottesvorstellung gleich (etwa bei afrikanischen, australischen oder nordamerikanischen Göttern bzw. göttlichen Kräften). Die ethnographische Literatur ist voller Beispiele dafür. Häufig gilt der Hochgott als Schöpfer, der jedoch nicht angebetet wird, da er anschließend keinen Einfluss mehr auf das menschliche Leben nahm. Diese Vorstellung ähnelt dem Gottesbegriff des Deismus.
Tatsächlich werden die Hochgötter der verschiedenen Kulturen ausgesprochen unterschiedlich beschrieben. Dazu im Folgenden exemplarisch eine Tabelle nach vier Kriterien (in Prozentwerte umgerechnet aus dem Handbook of Living Religions 1984):
| Kulturraum         | Kulturraum     | greift nicht ins Leben ein | greift ins Handeln, aber nicht in die Ethik ein | greift ins gesamte Leben ein | kein Hochgott vorhanden |
| ------------------ | -------------- | -------------------------- | ----------------------------------------------- | ---------------------------- | ----------------------- |
| Mittelmeerraum     | 0(81 Kulturen) | 10 %                       | 01 %                                            | 86 %                         | 03 %                    |
| Subsahara-Afrika   | (147 Kulturen) | 65 %                       | 12 %                                            | 08 %                         | 15 %                    |
| Südamerika         | 0(67 Kulturen) | 37 %                       | 06 %                                            | 15 %                         | 42 %                    |
| Östliches Eurasien | 0(71 Kulturen) | 17 %                       | 14 %                                            | 18 %                         | 51 %                    |
| Nordamerika        | (153 Kulturen) | 27 %                       | 05 %                                            | 08 %                         | 60 %                    |
| Ozeanien           | 0(77 Kulturen) | 17 %                       | 08 %                                            | 0 %                          | 75 %                    |

### Nach kosmisch-natürlicher Funktion

#### Schöpfergötter

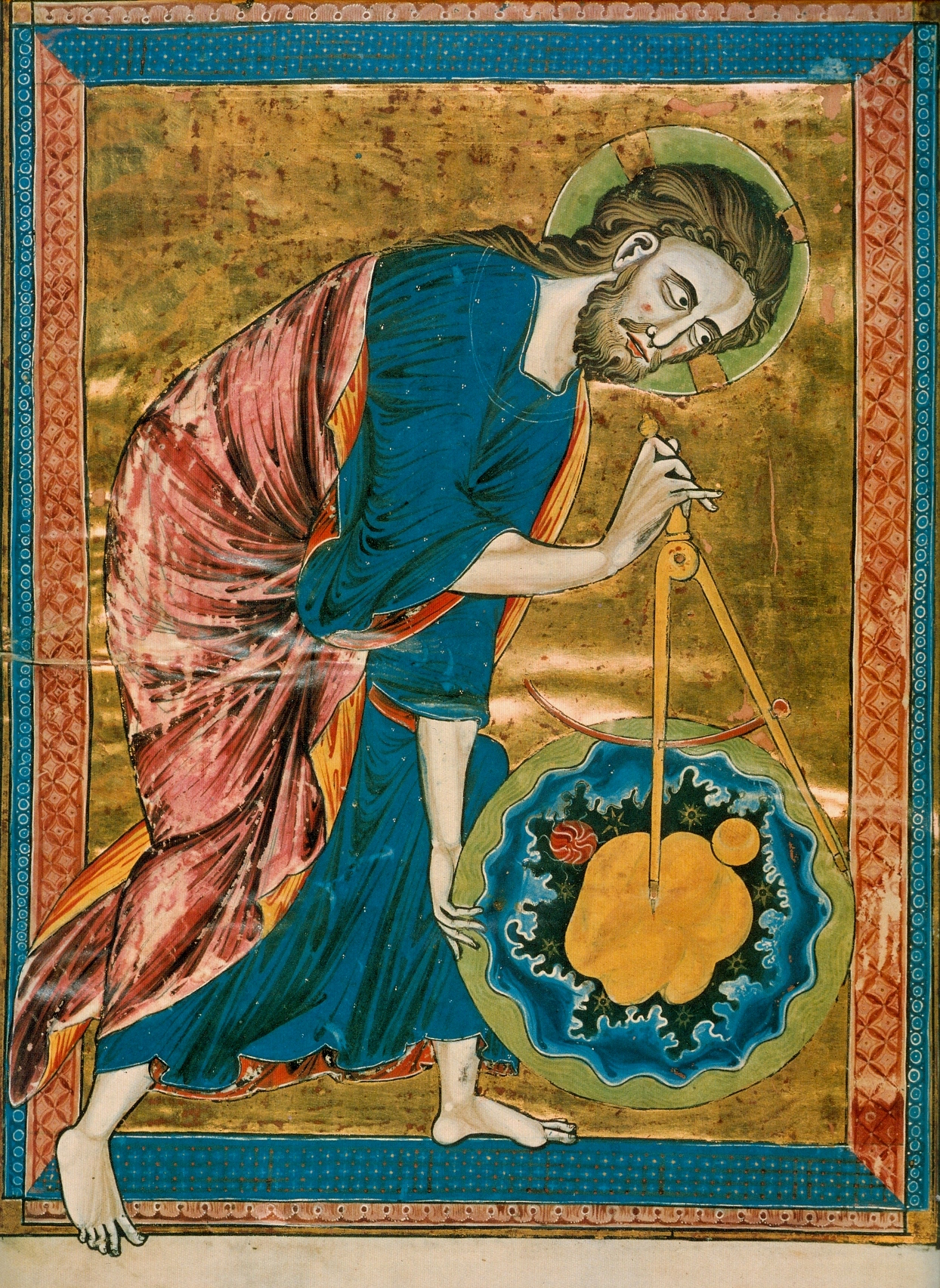
Gott als Erschaffer des Universums (Bildertitel einer Bible moralisée, um 1230)

Eine in verschiedenen Kulturen verbreitete Vorstellung vom Ursprung der Welt stellt das urtümliche Universum als ein Ei dar, das in seiner Schale die Fähigkeit zur Erschaffung aller Dinge enthält. Üblicherweise findet dann ein Ereignis statt, das Veränderungen und Entwicklungen bewirkt (siehe auch Ätiologie: Erklärungssagen). Bei den westafrikanischen Dogon erschütterte der Schöpfergott Amma das kosmische Ei und ließ so Götter der Ordnung (Weltenordner) und Götter des Chaos frei. Die Vorstellung eines göttlichen Handwerkers oder Zimmerers ist in Afrika weit verbreitet.
In mehreren Kulturen haben Elternwesen die Welt erschaffen. Beispielsweise begann die Welt im Schöpfungsmythos der Maori, als der Himmelsvater und die Erdmutter Rangi und Papa durch ihre Söhne getrennt wurden. Bei den Azteken bestand die Schöpfung darin, dass sich die Gottheit Ometecutli sich in ihre männlichen und weiblichen Teile trennte: Ometeotl und Omecihuatl. Eine Variante des dualen Schöpfungsmythos findet sich im antiken Griechenland: Die Erdmutter Gaia und der männliche Himmelsgott Uranos gelten als die ersten beiden Götter. Der Schöpfungsmythos eines ersten Götterpaares fand sich außerdem in der japanischen Mythologie mit der Überlieferung von Izanagi und Izanami sowie in allen Kulturen von Ozeanien. In einigen Vorstellungen wurde die Welt – teils auch die Götter selbst – geschaffen, indem ein Lebewesen geopfert wurde. In der nordischen Religion etwa schlachteten die drei Schöpfergötter den Urzeitriesen Ymir, dessen Organe zu Teilen der Welt wurden. Ähnliches wird in einer vedischen Hymne von Purusha und in der chinesischen Mythologie von Pangu berichtet.
Der antike griechische Philosoph Aristoteles erwähnt im siebten Buch seiner Metaphysik einen immateriellen „unbewegten Beweger“ (altgriechisch ού κινούμενον κινεῖ) als erste Ursache, die der bereits vorhandenen Materie Struktur verliehen hat. Aristoteles verneint jedoch eine Schöpfung, denn die Materie sei ewig und unerschaffen. Platon vertritt in seinem Timaios die Auffassung, dass ein Schöpfergott (Demiurg) der ungeordneten Ur-Materie eine Form verliehen haben muss, um daraus ein vernünftiges Ganzes zu schaffen.
Einige Götter haben sich „selbst erschaffen“, wie zum Beispiel Ometecuhtli bei den Azteken oder der Aborigine-Gott Baiame. In anderen Kulturen wie dem Christentum wird die Ansicht einer „Schöpfung aus dem Nichts“ vertreten (creatio ex nihilo), bei der ein Gott ohne jegliche Voraussetzungen auskommt. Nicht alle Schöpfergötter haben alles erschaffen. Der Gott Karei oder Ta Pedn der Semang zum Beispiel hat alles außer der Erde und den Menschen geschaffen; diese sind das Werk des untergeordneten Gottes Ple.
In vielen Kulturen haben Schöpfergötter für die Menschen eine untergeordnete Rolle. Ein Beispiel ist Bunjil aus der Religion der Aborigines, der nach der Schöpfung von Erde, Bäumen, Tieren und Menschen seinen beiden Kindern die Macht über Himmel und Erde übergeben hat. Seitdem hat er sich von der Welt zurückgezogen und schwebt über den Wolken.
Manche Religionen kennen einen Zyklus aus Schöpfung und Vernichtung und erneuter Schöpfung. Eine der kompliziertesten Varianten findet sich im Hinduismus. Hier entspringt dem Bauchnabel von Vishnu eine Lotusblume, die den Schöpfergott Brahma freigibt. Hierbei stellt der Schöpfergott, Brahma eine männliche, personale Gottheit dar, die sich aus dem Brahman entwickelt hat. Das Brahman ist die Bezeichnung für das unwandelbare, unsterbliche Absolute, das Höchste. Es bezeichnet die unpersönliche Weltseele, die ohne Anfang und ohne Ende existiert, es ist das letzte Eine, das selbst keine Ursache hat, aus dem aber alles entstanden ist. Die von dem Gott Brahma erschaffene Welt existiert eine sehr lange Zeit, bis sie sich in Chaos auflöst und der ganze Zyklus erneut beginnt. Weitere zyklische Vorstellungen der Welt finden sich unter anderem bei den Hopi-Indianern und den Azteken.

#### Himmels- und Sturmgötter

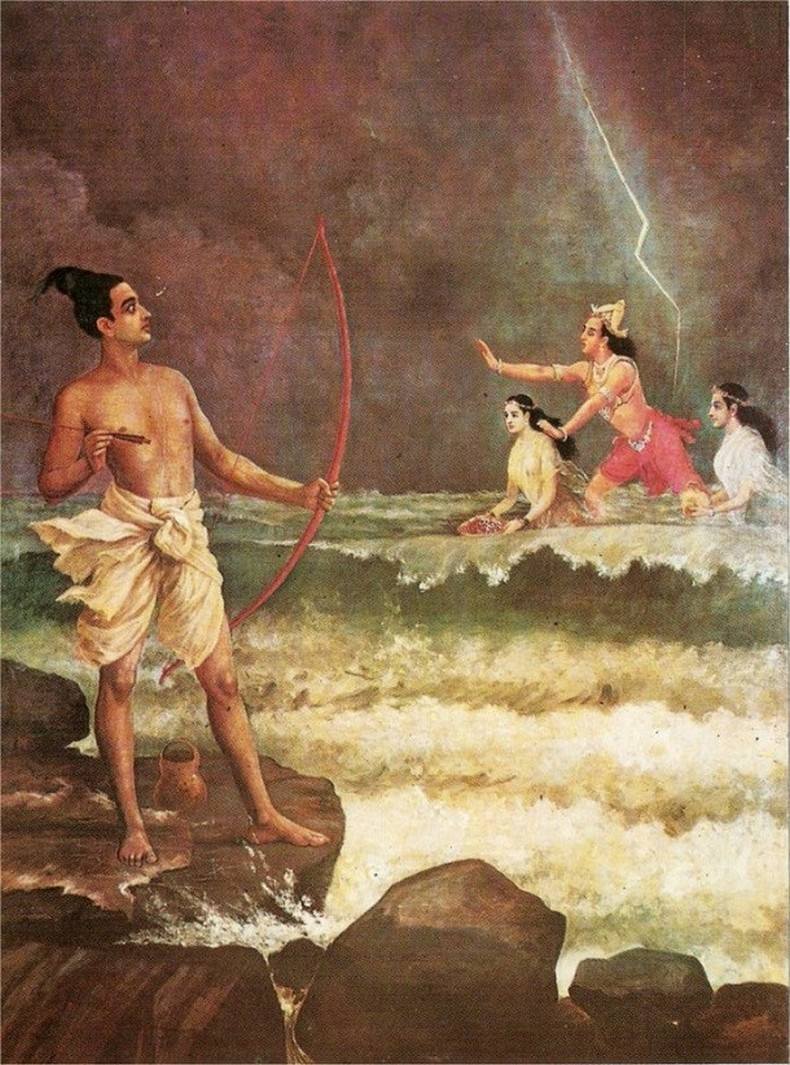
Darstellung des Himmelsgottes Varuna im Kampf mit Rama. Gemälde von Raja Ravi Varma, 19. Jahrhundert

Götter, die sich im Himmel offenbaren, wurden und werden sehr oft als die höchsten Götter betrachtet; typische Beispiele sind der frühvedische Gott Varuna und der iranische Gott Ahura Mazda. Der Glaube an Himmelsgötter als höchste Wesen, welche die Welt erschaffen haben, ist bis zu einem gewissen Grad in allen Ethnien anzutreffen. Solche Götter gelten jedoch meist als passiv, sodass ihnen in der religiösen Praxis eine unerhebliche Rolle zukommt. Bedeutender ist der Glaube an heilige Kräfte und Wesen, die dem Alltagsleben des Menschen näherkommen und die ihm zweckmäßiger erscheinen. Diese heiligen Kräfte nehmen unterschiedliche Formen an und reichen von Totemismus und Ahnenkulten bis hin zu Totengeistern und Sonnengöttern. Laut Mircea Eliade standen Himmelsgötter vormals oft im Zentrum des religiösen Lebens, wurden aber mit der Zeit durch zugänglichere Formen ersetzt. Beispiele für Himmelsgötter, die nach wie vor kultisch verehrt werden, sind der Zuñi-Gott Awonawilona und der Schöpfergott der San, Cagn.
Bei vielen Völkern der afrikanischen Trockensavanne, insbesondere bei nilotischen Stämmen ist die Gottesvorstellung schon semantisch eng mit dem Phänomen des Regens verbunden.
In Kulturen mit differenzierten polytheistischen Vorstellungen gehen Himmelsgötter über meteorologisch-astronomische Phänomene hinaus. Oft wird ihnen eine außerordentliche Macht zugesprochen; der höchste Gott der arktischen Völker zum Beispiel ist ein allmächtiger Herrscher über die Welt. Im Gegensatz dazu ist der Himmelsgott einiger sibirischer und zentralasiatischer Völker so weit von der Welt entfernt, dass er sich nicht um menschliche Belange kümmert.
Der Donner war immer ein wichtiges Kennzeichen von Himmelsgöttern. Indianerstämme aus Kansas behaupteten, dass sie ihren Gott Wakan nie zu Gesicht bekommen, aber oft seine Stimme als Donner vernommen hätten. Die Spezialisierung von Himmelsgöttern zu Sturm- und Regengöttern erklärt sich laut Eliade durch ihre Passivität, die im Gegensatz zum direkten Einfluss der Sturmgötter auf die Landwirtschaft steht. Das vedische Ashvamedha-Opfer war zunächst dem Himmelsgott Varuna gewidmet, dessen Stelle wurde aber später vom Sturmgott Prajapati und manchmal auch Indra eingenommen. Weitere bekannte Beispiele für Sturmgötter sind Zeus, Min, Rudra, Adad, Iupiter Dolichenus und Thor. Häufig wiederkehrende Themen bei Sturmgöttern sind neben Regen und Donner die Heirat mit einer Erdmutter sowie eine rituelle und mythologische Beziehung zu Stieren. Min, Baal und Adad zählen zu den Göttern, die als Stiere repräsentiert werden und die nicht aufgrund ihrer himmelsartigen Attribute verehrt werden, sondern durch ihre Heirat mit der Erdmutter und den daraus erwachsenden lebensspendenden Funktionen. Demgegenüber bewahrten Zeus, Jupiter und El aufgrund ihrer Rolle als Weltherrscher eine gewisse Autonomie und Vormachtstellung im Pantheon.

#### Sonnen- und Mondgötter

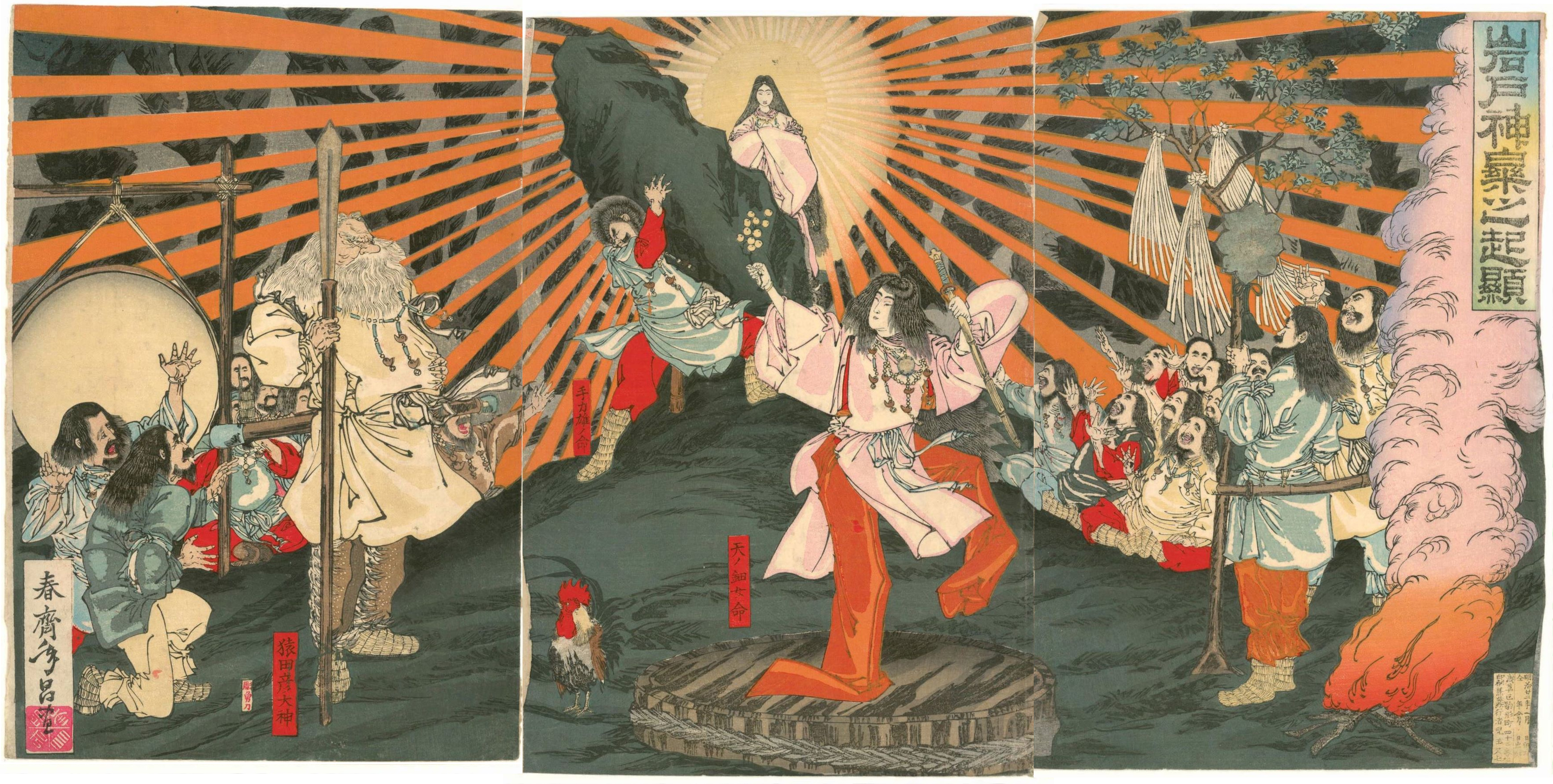
Darstellung der japanischen Sonnengöttin Amaterasu beim Verlassen ihrer Höhle in einem Triptychon des 19. Jahrhunderts

Die Sonnenanbetung war vor allem in Ägypten, Asien und im primitiven Europa vorherrschend. In Afrika wurde der höchste Gott recht häufig mit der Zeit in einen Sonnengott umgewandelt; zahlreiche afrikanische Völker geben ihrem höchsten Gott den Namen „Sonne“. Bei den Kavirondo ist die Sonne der höchste Gott, und die Kaffa nennen ihr höchstes Wesen Abo, was sowohl für „Vater“ als auch für „Sonne“ steht. Ähnlich wie Himmelsgötter sind auch Sonnengötter in Afrika selten zentraler Gegenstand der Verehrung.
Ebenso waren die Sonnengötter Atum-Re im alten Ägypten, Huitzilopochtli in Mexiko, Amaterasu in Japan und die Sonnengötter diverser Indianerstämme die höchsten Götter. Sonnengötter können auch Zerstörungen hervorrufen, insbesondere bei Wüstenvölkern. In Ägypten führte Re die toten Seelen durch die Unterwelt. Auch der sumerische Gott Utu stand mit der Unterwelt in Beziehung, wo er über die Seelen richtete.
Da die Mondphasen mit den Gezeiten zusammenhängen, werden Mondgötter oft mit dem Wasser in Beziehung gesetzt. Der sumerische Gott Nanna etwa herrschte über die Wasser, und Ardvisura Anahita, die iranische Göttin des Wassers, war zugleich ein Mondwesen. Ähnliche Verbindungen bestanden bei den Irokesen und mexikanischen Kulturen. Ein zentralbrasilianisches Volk nennt die Tochter des Mondgottes „Mutter des Wassers“. Eine große Zahl von Fruchtbarkeitsgöttern stehen außerdem mit dem Mond in Verbindung, so etwa Ištar in Mesopotamien, Anaitis im Iran und Selene in Griechenland. Mondgötter wie Thot in Ägypten oder Aningaaq bei den Inuit messen die Zeit und regeln Naturerscheinungen. Götter, die mit den Sternen und Planeten in Verbindung gebracht werden, gelten gelegentlich als die Augen des Himmelsgottes, weshalb ihnen oftmals Allwissenheit zugesprochen wird.

#### Erd- und Wassergötter

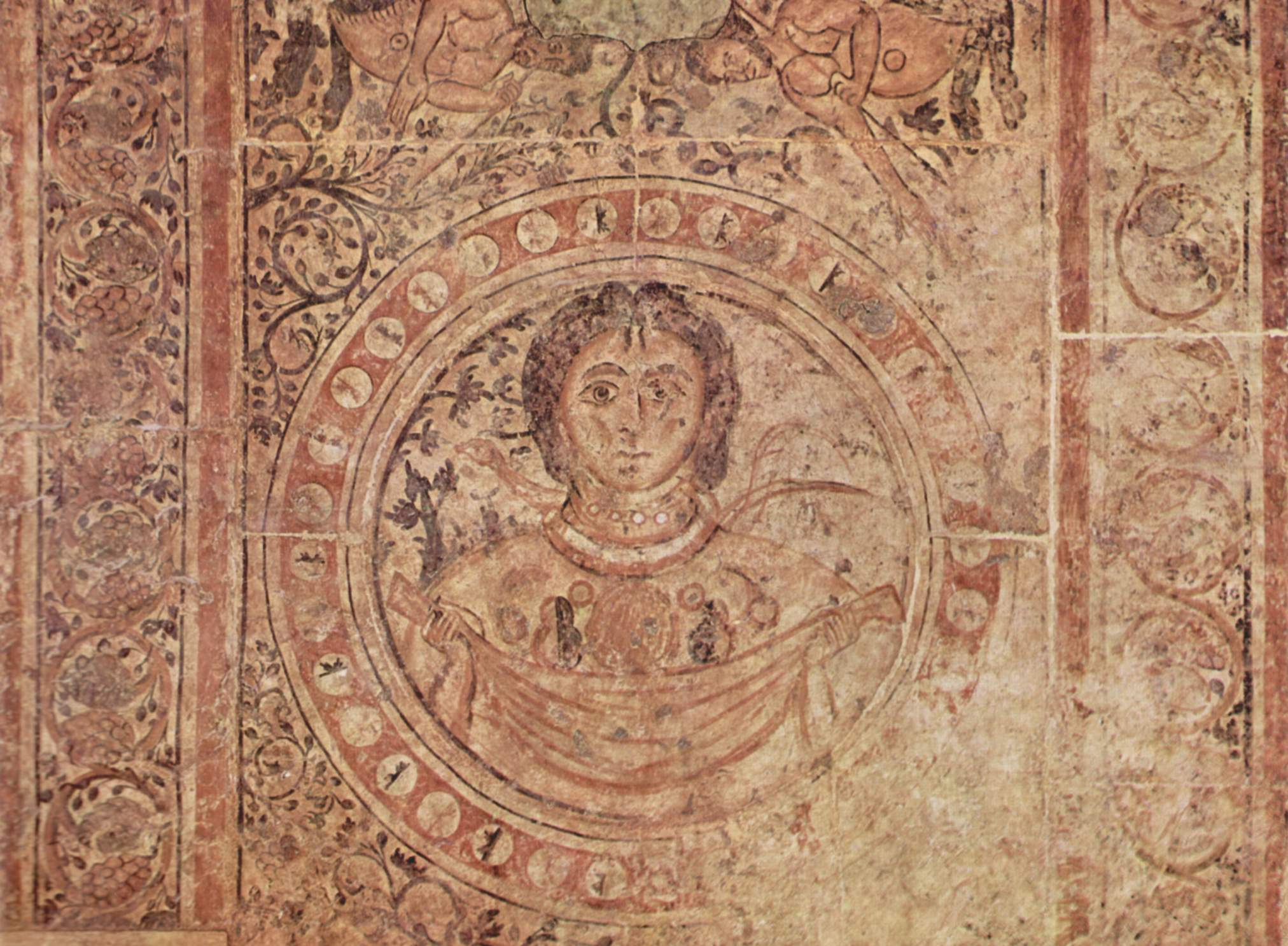
Darstellung der Gaia in einem syrischen Fresko um 730

Eine der ersten Theophanien der Erde und des Bodens war die einer Mutter, die mit Fruchtbarkeit in Verbindung gebracht wurde. Obwohl viele Erd- und einige Fruchtbarkeitsgötter als androgyn beschrieben werden, ist die Vorstellung einer personifizierten Erde oder Erdmutter weit verbreitet. Gaia wurde in Griechenland recht häufig verehrt. Laut Hesiods Theogonie entstand aus ihrem Schoße Uranos, mit dem sie zusammen in einer Form der Hierogamie eine ganze Familie von Göttern gebar. Die Entwicklung der Landwirtschaft führte dazu, dass die Erdmutter zugunsten einer Göttin der Vegetation und Ernte in Vergessenheit geriet; in Griechenland beispielsweise nahm Demeter den Platz von Gaia ein. Diese Entwicklung verlieh männlichen, befruchtenden Göttern wieder neues Gewicht. Derartige landwirtschaftliche Kulte waren sehr beständig und reichen in einigen Fällen von prähistorischen Zeiten bis in die Gegenwart.
Fluss- und Wassergötter wurden in mehreren Kulturen verehrt, so etwa Anahita im Zoroastrismus und Sarasvati im Hinduismus. Ein sehr bekannter Flussgott der Griechen, Acheloos, wurde von Homer nicht nur mit dem gleichnamigen Fluss in Verbindung gebracht, sondern als Gott aller Flüsse, Seen und Quellen zu den großen Göttern gezählt. Über allen kleineren Wassergöttern stand Poseidon, der Gott des Meeres. In der nordischen Religion personifiziert Ägir den endlosen Ozean. Für Hindus ist Ganga (der Fluss Ganges) eine mächtige Göttin, die das Land versorgt und zwischen der irdischen und der göttlichen Welt vermittelt. Sedna, die Meeresgöttin der Inuit, ist die Mutter aller Wassertiere, sorgt aber auch für Hunger und Verwüstung, wenn Menschen Tabus verletzen.
Bei den Dogon sind die amphibischen Wassergottheiten, die Nommo, mit dem Himmel assoziiert. Sie werden auch als Ahnengeister verehrt.

### Nach sozialer Funktion
Georges Dumézil stellte drei hauptsächliche soziale Funktionen bei Göttern der proto-indoeuropäischen Kultur fest: die Funktion eines Herrschers mit magischen und rechtsprechenden Aspekten, eine physische Macht- und Mutfunktion, insbesondere in Kriegszeiten, sowie eine Fruchtbarkeits- und Wohlstandsfunktion. Auf andere Kulturen ist dieses Schema nur bedingt anwendbar. So etwa kombinieren viele Götter des Nahen Ostens und in Afrika die Funktionen eines Herrschers und eines Kriegsherren, während andere Kulturen nicht klar zwischen den Ernte- und den Kriegsfunktionen trennen.

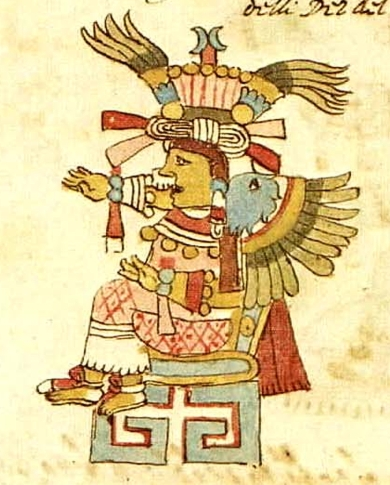
Xochiquetzal im Codex Rios, 16. Jahrhundert

#### Hüter der Moral und Gesellschaft
Die höchsten Götter sind oft zugleich Hüter der gesellschaftlichen Ordnung und der Moral. Derartige Götter ziehen Menschen zur Verantwortung, richten über sie und bestrafen sie, entweder direkt oder indirekt durch andere Götter. Im vedischen Verständnis gilt Varuna als Schützer des kosmisch-moralischen Gesetzes (rta). Der jüdisch-christliche Gott JHWH ist der Urheber des Gesetzes. In der römischen Religion war Jupiter der Hüter des Eides, der Verträge und der moralischen Pflichten. In Babylon wachte die Versammlung der großen Götter über die Gesellschaft und bestimmte über die menschlichen Schicksale.

#### Kriegsgötter und Beschützer
Diejenigen Götter, die ihre physische Macht einsetzen, fungieren oftmals gleichzeitig als Kriegsgötter. Diese Rolle kommt besonders kosmischen Sturmgöttern zu, zum Beispiel Indra in den Veden, Thor in der nordischen Religion, Marduk bei den Babyloniern oder JHWH bei den Israeliten. Ein klassischer Kriegsgott ist Mars, der den römischen Staat gegen die Feinde verteidigte, aber auch Felder und Herden vor Unglücken schützte. Für die Yoruba ist Ogún der Gott der Jagd, der Eisenherstellung und des Krieges. Viele Göttinnen werden ebenfalls als göttliche Kämpferinnen und Beschützerinnen verehrt, so etwa Anat bei den Kanaanäern, Athene bei den Griechen oder Durga in der hinduistischen Tradition. Göttliche Beschützer sind sehr vielfältig und reichen von Castor und Pollux, den Beschützern der römischen Soldaten, bis hin zu den Straßen-Kami in Japan.

#### Fruchtbarkeitsgötter
Fruchtbarkeitsgötter bilden eine sehr große und vielfältige Kategorie. In Griechenland war Hera, die Gattin des Zeus, Göttin der Heirat, und Aphrodite sowie Eros sind Liebesgötter. In Skandinavien war Freya die Göttin der Liebe und der Ehe. Die aztekische Göttin Xochiquetzal war eine beliebte Göttin der Künste, Liebe und Liebeslust. Volkstümliche mexikanische Darstellungen identifizieren die Jungfrau Maria mit einer indigenen Fruchtbarkeitsgöttin, die vor dem Eintreffen der Europäer das Land beherrschte.

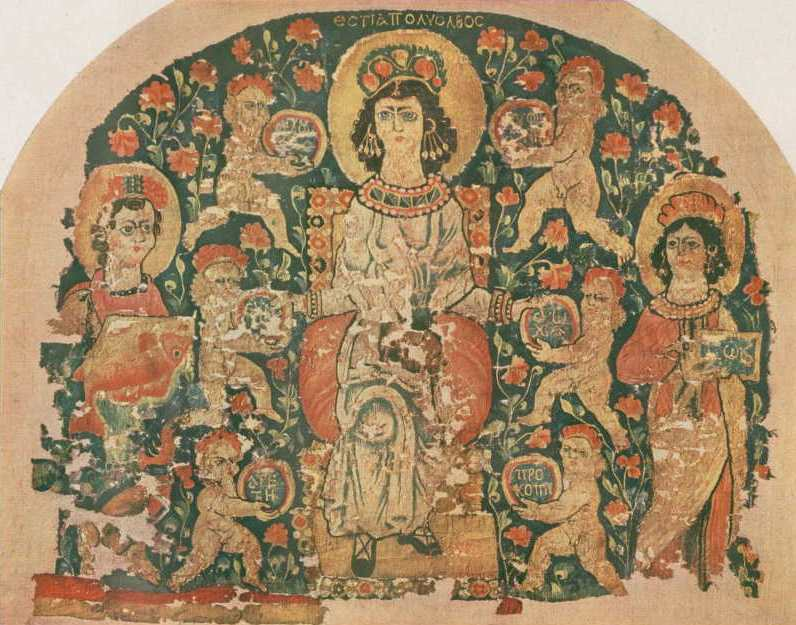
Darstellung der Hestia in einem ägyptischen Bildteppich des 6. Jahrhunderts

#### Haushalts- und Dorfgötter
Hestia war die griechische Göttin des Familienherdes, ebenso wie Vesta bei den Römern, wo sie eine besondere staatliche Kultstellung einnahm. In der vedischen Zeit herrschte Agni, Gott des Feuers, gleichzeitig über den Familienherd, ebenso wie Zao Jun in der chinesischen Volksreligion. Im alten Ägypten war Neith die Göttin des häuslichen Handwerks, ähnlich Athene bei den Griechen. Für die Ainu Nordjapans war die Feuergöttin Iresu-Huchi gleichzeitig die Göttin des Haushalts, dem sie Frieden und Wohlstand schenkte. Traditionelle japanische Haushalte zeigen Bildnisse von Daikoku und Ebisu als Schützer des Haushaltes.
Auch Dörfer haben nicht selten eigene Götter, die ihnen Schutz und Gedeihen sichern. Der chinesische Erdgott Tudigong wird in vielen Dörfern Ostasiens verehrt. In Indien haben die meisten traditionellen Dörfer ihre eigenen Götter, häufig weibliche Gottheiten, (Gramadevata), die in Festen als Dorfgründer und Beschützer, aber auch als gelegentliche Ursache von Krankheiten und Katastrophen gedacht werden.

#### Götter der Heilung, Krankheit und des Todes
Während einige Götter Krankheit und Tod bringen, heilen andere Kranke und beschützen die Toten, und andere Götter wiederum vereinen diese beiden Funktionen. Bekannt ist der griechische Gott Asklepios der Medizin und Heilkunst. In China wurde der Arzt Baosheng Dadi nach seinem Tod zum Gott der Medizin erhoben. Zu den Göttern, die Krankheiten herbeiführen, zählen Pakoro Kamui bei den Ainu sowie Lugal-Irra und Namtar in Mesopotamien. Letzterem wurde nachgesagt, 60 verschiedene Krankheiten verursachen zu können. In den Veden bringt Rudra oft Krankheit und Verwüstung, wird aber auch als Heiler verehrt. Die Eigenschaften, die Totengöttern zugeschrieben werden, hängen von den religiös-kulturellen Vorstellungen des Geschehens nach dem Tode ab. Die ägyptische Göttin Hathor behütet die Toten, und im Hinduismus richtet Yama über die Toten.

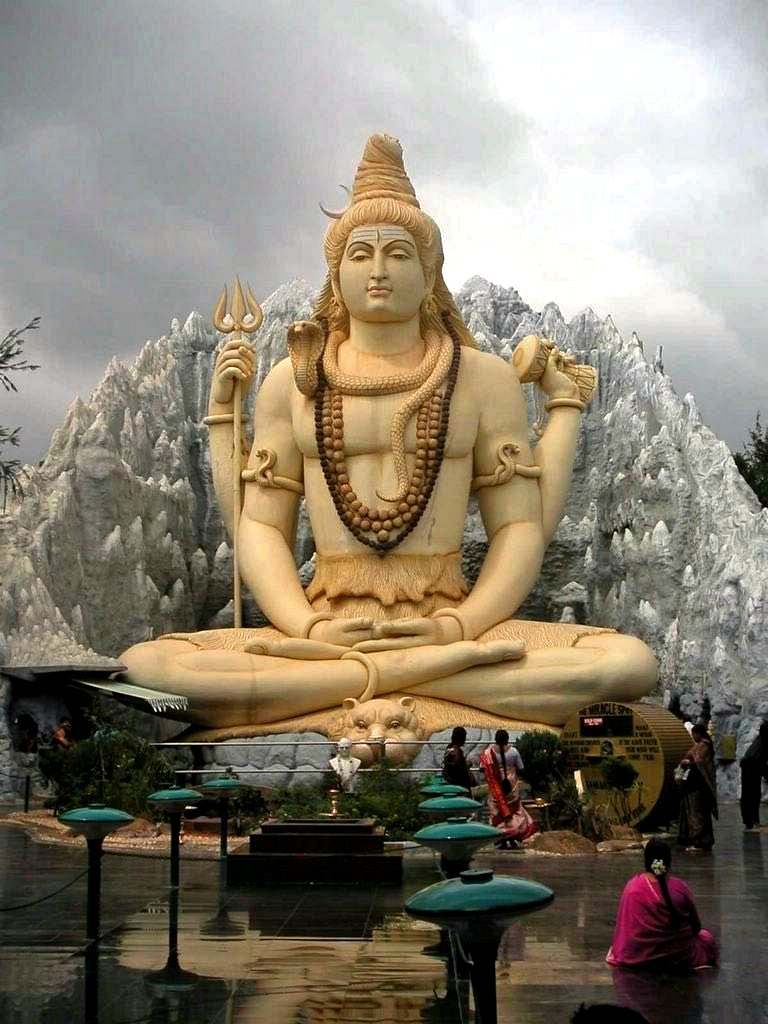
Shiva-Statue in Bengaluru

#### Götter der Kultur, Künste und Technologie
Die Götter, die in Verbindung mit dem kulturellen Leben stehen, sind recht vielfältig. In mehreren Religionen gilt die Kultur als gottgegeben; Dichter, Maler, Bildhauer und Tänzer wurden durch Götter zu kreativen Leistungen inspiriert. Im Hinduismus ist laut dem Ramayana Rama der Überbringer der Kultur. Sarasvati, die Göttin des Lernens, der Kunst und Musik, wird sehr oft in Schulfeiern verehrt, und Shiva trägt den Beinamen „König des Tanzes“. In Ägypten war Thot der Erfinder aller Künste und Wissenschaften, von der Arithmetik bis zur Hieroglyphenschrift.
Für fast jeden Beruf und jedes Handwerk gibt es einen Gott. Njörðr war in der nordischen Religion der Schutzherr der Schiffsbauer und Seeleute. In Griechenland wurden Herakles und Hermes vor allem mit dem Handel, Athene mit Handwerkerinnen, und Hephaistos mit der Schmiedekunst in Verbindung gebracht. Bei den Yoruba sorgt Ogún für Wohlstand bei all jenen, die im Beruf mit Metall in Berührung kommen, zum Beispiel Goldschmiede, Barbiere, Mechaniker und Taxifahrer.

### Nach Charaktereigenschaften
Göttern wird mit anthropomorphen Begriffen oft eine spezifische Persönlichkeit zugeschrieben, die gütige und zornige Eigenschaften einschließt. Sehr grausam sind die Muttergöttinnen der Azteken wie etwa Coatlicue, die mit einer Bluse aus menschlichen Händen und Herzen dargestellt wird. Sie gebar den Kriegsgott Huitzilopochtli, der seine vierhundert Geschwister tötete. JHWH wird in der Tora sowohl milde als auch grimmig dargestellt. In Indien besitzen die wichtigsten Götter eine „sanftmütige“ und eine „furchtbare“ Form. Obwohl Kali für Tod und Verwüstung steht und ihre Kinder frisst, wird sie von vielen Hindus als liebevolle Mutter verehrt. Die Göttin Hina der Hawaiier ist ein weiteres Beispiel für einen Gott, der das Gedeihen fördert, aber auch Tod und Verwüstung über die Menschen bringt. Vor der christlichen Missionierung glaubten die Kikuyu, dass ihr Gott ein Gott der Liebe sei, er aber jene, die ihm nicht gehorchen, mit Hunger, Krankheit und Tod bestraft.
Andere Götter werden als vollkommen gütig betrachtet. Für Platon war Gott das moralisch Beste und Vollkommene, und für manche christliche Theologen ist Gott allgütig. Im Gegensatz dazu waren die Götter des griechischen Pantheons für ihr oftmals unmoralisches Tun bekannt. Das Volk der Chagga kennt den Schöpfergott Ruwa, der zugleich Hüter der Moral ist. Dieser Gott ist allgütig, sodass die Menschen keine Angst vor ihm haben müssen; gefürchtet sind allein die Totengeister. Der Gott Buga der Ewenken sitzt auf einem weißen Marmorthron und herrscht über alle Dinge, tut aber nur Gutes und bestraft nicht.

### Gottmenschen und Halbgötter

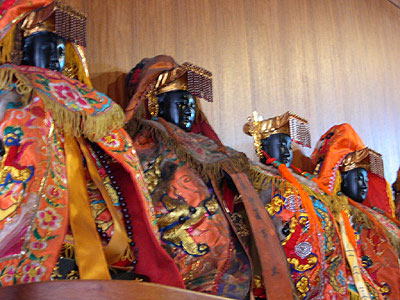
Mazu-Figuren in China

Götter können nicht nur mit Anthropomorphismen beschrieben werden, sondern auch ein unverblümt menschliches oder menschenartiges Wesen besitzen. Hierzu zählen Halbgötter wie Perseus in der griechischen Mythologie oder Māui in der Religion der Maori. Diese Halbgötter sind gegenüber echten Göttern meist in ihrer Macht eingeschränkt. Ein Beispiel für einen Menschen, der zum Kriegsgott erklärt wurde, ist der chinesische General Guan Yu. Das chinesische Mädchen Mazu wurde als Göttin in den Himmel aufgenommen und wird seitdem als „Himmelskönigin“ und Schützerin der Seeleute verehrt. Umgekehrt können einige Götter in menschlicher Form erscheinen, so etwa Jesus im christlichen Dogma der Menschwerdung sowie die Avatara von Vishnu. Die Apotheose ist die Vergöttlichung eines als heldenhaft angesehenen Menschen, der als Gottkönig verehrt wird. Beispiele dafür sind Alexander der Große und Gaius Iulius Caesar, der im Römischen Reich als Divus Iulius verehrt wurde.

### Nach metaphysischen Eigenschaften
Die übernatürlichen Eigenschaften, die Göttern zugesprochen werden, variieren. Einige Götter sind allwissend, allmächtig und allgegenwärtig, während andere nur beschränkten Wissenszugang besitzen oder nur in bestimmter Hinsicht mächtig sind. In der Philosophie der Antike sind systematische Betrachtungen zu Gott oder den Göttern häufig anzutreffen. Auch in der hinduistischen Philosophie, der Theologie der abrahamitischen Religionen und der modernen abendländischen Philosophie finden sich rationale Überlegungen zu den metaphysischen Eigenschaften des Göttlichen (vergleiche Natürliche Theologie). Nicht immer wird dabei das Wort „Gott“ verwendet. Verschiedene griechische Philosophen sprachen von „dem Einen“, und Georg Wilhelm Friedrich Hegel verwendete Synonyme wie das „unendliche Leben“, „das Absolute“, der „Begriff“, die „Idee“, der „absolute Geist“ oder die „einzige absolute Wirklichkeit“.
Ein tendenziell abstraktes Gottesbild entsteht aus dem Anspruch der Desillusionierung mythologisch-religiöser Gottesvorstellungen durch rationale Erwägungen. Zwar unterscheidet sich ein derartiger, in Blaise Pascals Mémorial sogenannter „Gott der Philosophen und Gelehrten“ in mancherlei Hinsicht von einem Gott der Mythologie und Offenbarung, häufig gehen Philosophen und Theologen aber davon aus, dass es sich bei beiden lediglich um unterschiedliche Beschreibungen derselben Realität handelt.

#### Verhältnis zur Welt
Je nach metaphysischer Weltanschauung wird das Verhältnis zwischen den Göttern und der Welt unterschiedlich dargestellt. In einigen Vorstellungen sind Gott oder die Götter völlig von der Welt getrennt, in anderen schließt ein Gott die Welt teilweise oder ganz ein.

#### Klassischer Theismus
Der Theismus kann zunächst – so etwa bei Richard Swinburne oder John Leslie Mackie – als Gegensatz zum Atheismus, dem Nichtglauben an Götter, betrachtet werden. Hier bezeichnet der Begriff jegliche Weltanschauung, die die Existenz einer göttlichen Instanz annimmt. Im engeren Sinne bezeichnet klassischer Theismus den Glauben an einen oder mehrere Götter, die mit der Welt nicht identisch sind, diese aber lenken und in sie eingreifen, und die eventuell auch ewig und unveränderlich sind.

#### Deismus
Das Wort „Deismus“ hat die gleiche Wortherkunft wie „Theismus“, wurde aber bereits bei seiner ersten bekannten Verwendung in der zweiten Hälfte des 16. Jahrhunderts mit abweichender Bedeutung verwendet. Von verschiedenen Denkern wurde die Bezeichnung unterschiedlich verwendet, sie hatte aber in jedem Fall einen unorthodoxen Beiklang, der sich von der etablierten Religion abgrenzte. Deisten vertraten im Allgemeinen einen undogmatischen Monotheismus und wiesen übernatürliche Offenbarungen zurück. Der Deismus hatte seine Blütezeit während der Aufklärung und war besonders im angloamerikanischen Raum verbreitet, wo Anthony Collins und Thomas Paine als bekannte Verfechter hervortraten. Im späten 18. und frühen 19. Jahrhundert etablierte sich eine weitere Bedeutung von Deismus als Glaube an einen Gott, der sich nach der Schöpfung zurückgezogen hat und seitdem nicht mehr in die Welt eingreift.

#### Emanationismus
Gemäß dem Emanationismus ist alles aus einem Urprinzip (Gott) durch Emanation, einen Prozess ähnlich dem Ausfließen oder Ausstrahlen, hervorgegangen. Mit zunehmender Emanation werden die Produkte immer weniger perfekt; die transzendente Quelle – von Plotin „das Eine“ genannt – bleibt davon unberührt. Der Emanationismus findet sich in gnostischen Lehren, wie zum Beispiel in der Pistis Sophia und einigen Schriften des Valentinus. Die kabbalistische Philosophie, Theosophie und das Bahaitum wurden ebenfalls durch den Emanationismus beeinflusst. Im Gegensatz zum Pantheismus ist das göttliche Urprinzip transzendent und nicht immanent. Einige Philosophen betrachten den Emanationismus als Form des Panentheismus.

#### Panentheismus
Das Wort „Panentheismus“ wurde 1828 von Karl Christian Friedrich Krause geprägt. Nach panentheistischer Auffassung ist die Welt Teil eines einzigen Gottes, aber nicht mit diesem identisch. Der Panentheismus stellt insofern einen Mittelweg zwischen klassischem Theismus und Pantheismus dar, als er einerseits einen Gott mit Verstand und Willen annimmt, andererseits aber die enge Verbindung zwischen Gott und dem Universum herausstellt. Für Gustav Theodor Fechner beispielsweise gehörte die Welt zu Gott, ähnlich wie der Körper nur ein Teil des Menschen ist, wobei dessen Geist den anderen Teil darstellt. Die Prozesstheologie vertritt ebenfalls eine panentheistische Sicht. Der Begriff lässt sich auch weiter fassen; in diesem Sinn kann unterschieden werden zwischen individuellem Panentheismus („Gott existiert in meinem tiefsten Inneren“), ontologischem Panentheismus („Gott ist der Grund aller Existenz“), sozialem Panentheismus („Gott existiert in unserer Beziehung zu anderen Menschen“) und kosmischem Panentheismus („Gott findet sich in der Natur oder in der Schönheit“).

#### Pantheismus
Der erst im frühen 18. Jahrhundert sogenannte Pantheismus bezeichnet die Auffassung, dass alles Existierende göttlich ist. Pantheisten wenden sich gegen die Auffassung, dass Gott und das Universum verschiedene Dinge sind.  Im 16. Jahrhundert stellte Giordano Bruno die These auf, dass Gott sich in allen Dingen manifestiere, die ein ineinander greifendes Ganzes bilden. Baruch Spinoza stellt mit der Formel Deus sive Natura („Gott bzw. Natur“) Gott mit der Natur gleich. Paul Harrison, der Begründer des World Pantheist Movement, unterscheidet zwischen wissenschaftlichem, idealistischem und dualistischem Pantheismus; letzterer behauptet die Existenz eines immateriellen Geistes.

#### Naturalistischer Theismus
Der religiöse oder spirituelle Naturalismus – ein spätestens seit den 1940er Jahren in der US-amerikanischen Theologie anzutreffender Begriff – geht davon aus, dass alles Existierende im Prinzip naturwissenschaftlich erklärbar ist. Zugleich wird eine religiöse Haltung gegenüber der Welt oder Teilen der Welt eingenommen, ohne eine höhere, ontologisch getrennte Realität anzunehmen. Sofern das Objekt der religiösen Orientierung als Gott bezeichnet wird, kann diese Haltung als „naturalistischer Theismus“ bezeichnet werden. Gott ist hier entweder der kreative Prozess innerhalb des Universums (so bei Shailer Mathews und Henry Nelson Wieman) oder die Gesamtheit des Universums. Zumindest der „wissenschaftliche“ Pantheismus ist demnach eine Form des naturalistischen Theismus.

#### Weitere Attribute

##### Transzendenz und Immanenz
Der jüdisch-christliche Gott wird von den meisten Theologen als transzendent betrachtet, das heißt, er ist „außerhalb“ der Welt, die er erschaffen hat. Gleichzeitig ist er bis zu einem gewissen Grad auch immanent, also Teil der Welt – zum Beispiel durch seine Anwesenheit in den religiösen Gefühlen Gläubiger. Auch im Hinduismus wurde Gott gelegentlich als transzendent beschrieben, so etwa vom Hymnendichter Nammalvar. Ramanuja schrieb einerseits, dass Gott den Menschen nicht durch Meditation oder Gebete zugänglich sei, sich aber andererseits denen, die ihn anbeten, in menschlicher Form gezeigt habe. Im Islam gilt Gott sowohl als transzendent als auch als immanent. Bei den Lugbara, einem in der Grenzregion Uganda/Demokratische Republik Kongo ansässigen Volk, wird eine transzendente (Adroa) und eine immanente (Adro) Form von Gott unterschieden. In seiner immanenten Form lebt er zeitweise auf der Erde in Flüssen, Bäumen, Dickichten und Bergen.

##### Wissen
Die Vorstellung eines allwissenden (omniszienten) Gottes ist in vielen Kulturen verbreitet und spätestens im 6. Jahrhundert v. Chr. bei Xenophanes nachweisbar. Die großen monotheistischen Religionen vertreten eine omnisziente Gottesvorstellung; bereits im Tanach wird JHWH als allwissend beschrieben, siehe etwa Psalm 139 . Im Hinduismus gilt Varuna als allwissend. Die meisten der allwissenden Götter sind Himmelsgötter, so etwa Tororut bei den Pokot in Kenia, Ngai bei den Massai oder Tengri bei den Altaiern. Meist sind es böse Taten, die die Aufmerksamkeit der allwissenden Götter auf sich ziehen.

##### Macht
Das Konzept der Allmacht (Omnipotenz) wird von allen abrahamitischen Religionen vertreten, findet sich aber häufig auch außerhalb, wie etwa bei Alhou, dem höchsten Wesen der Sema-Naga, oder beim Gott Karai Kasang der Jingpo. Bei den Azteken war Tezcatlipoca allmächtig „in Erde und Himmel“. In jedem Fall werden Götter häufig als mächtig dargestellt, und göttliche Beinamen wie „der Allmächtige“ sind weit verbreitet. Manche Völker bringen die göttliche Macht vor allem mit der Natur, andere eher mit menschlichen Belangen in Verbindung. Andererseits wurde der kanaanäische Gott El manchmal alt und kraftlos dargestellt, als er durch Baal ersetzt wurde. Zu beobachten ist in verschiedenen Kulturen eine Tendenz zur Vereinigung lokaler Götter zu großen Göttern, die alle vorherigen Machtattribute übernehmen.

##### Allgegenwart
Die Allgegenwart (Ubiquität) ist ebenfalls eine weitverbreitete Eigenschaft von Göttern. Unter den antiken Philosophen wurde sie von Sokrates und Epiktet vertreten. Amun, der ägyptische Wind- und Fruchtbarkeitsgott, wurde als „der, der allen Dingen innewohnt“ bezeichnet. Die Bena in Tansania glauben, dass ihr Gott „überall gleichzeitig ist“. Oft kombinieren Götter Allwissen und Allgegenwart; so etwa wurde in Flores, Indonesien, vom Gott Dua Nggae behauptet, er sehe alles, wisse alles und sei überall. In manchen Völkern werden Götter, wenn auch allgegenwärtig, mit bestimmten Plätzen in Verbindung gebracht. Die Langi glauben zum Beispiel, dass Hügel mit Gott in Verbindung stehen und dass es deshalb gefährlich ist, in deren Nähe Häuser zu bauen. Im antiken Griechenland weilten die wichtigsten Götter im Himmel oder auf dem Olymp.

##### Persönlichkeit
In der westlichen Philosophie und Theologie wurde Gott fast immer als persönliches Wesen betrachtet, so etwa bei Platon und Aristoteles. Einige Philosophen wie Hegel sahen in persönlichen Beschreibungen Gottes eine unvollkommene Vorstellung des Absoluten. Auch hinduistische Texte wie die Bhagavad Gita beschreiben Gott als persönliches Wesen, während Shankara unpersönliche Auffassungen des Brahman vertrat.

##### Immaterialität
Mehrheitlich gilt der abrahamitische Gott als immateriell, also nicht-materiell. Philosophen, die die Welt als Teil dieses Gottes oder als Verkörperung seines Wesens sehen, halten Gott zumindest teilweise für materiell. Eine solche Auffassung wurde beispielsweise von den Stoikern vertreten, die ihn mit den Grundelementen Luft und Feuer gleichsetzten. Im Gegensatz zu den Kirchenvätern und der Mehrheit der christlichen Philosophen wie Thomas von Aquin, die für die Immaterialität und Geistigkeit Gottes argumentierten, gab es einzelne christliche Schriftsteller wie Tertullian, die Gott „corporalis“ (körperhaft) nannten. Von der überwiegenden Zahl der platonisch oder aristotelisch beeinflussten Denker wurde jedoch gelehrt, dass ein materielles Wesen Gottes Perfektion bzw. Vollkommenheit widersprechen würde. Afrikanische Völker halten den jeweiligen Hochgott ebenso im Allgemeinen für ein körperloses, immaterielles Geistwesen, wenngleich er in anthropomorphen Metaphern beschrieben wird.

##### Unsichtbarkeit
Als übernatürliche Geistwesen sind Götter zumindest zeitweise unsichtbar. In einigen Völkern gilt Gott als unsichtbar, während seine Wirkungen physisch spürbar sind, zum Beispiel als Wind. Andere Kulturen halten natürliche Phänomene und Objekte – den Himmel, Gestirne oder Donner – für Erscheinungsformen von Göttern. Einige Götter sind jedoch zum Teil sichtbar. In dem Tora-Bericht des brennenden Dornbuschs verhüllt sich Mose das Gesicht aus Furcht, Gott anzusehen. Der Himmelsgott der San ist üblicherweise unsichtbar, zieht aber manchmal mit hellem Licht vorüber, und seine Stimme ist als Donner zu vernehmen.

##### Unergründlichkeit
Die christliche Theologie unterscheidet drei Arten, etwas über Gott zu erfahren: Vernunft, Offenbarung und religiöse Erfahrung. In der natürlichen Theologie wird versucht, durch Vernunft und Beobachtung Aussagen über Gott zu treffen. Im Allgemeinen werden jedoch Götter zumindest teilweise als unergründlich betrachtet. Die Alur halten ihren Gott für „praktisch unerkennbar“, und die Lugbara geben zu, nicht viel über das Wesen ihres Gottes zu wissen, da er sich der menschlichen Vorstellung entzieht. Ähnliches wird auch im Islam behauptet: Der Mensch als begrenztes Wesen kann Gott, der frei von „Grenzen und Dimensionen“ ist, nicht wie andere Dinge begreifen. Søren Kierkegaard ging so weit, Gott als das Unergründliche zu definieren.

##### Ewigkeit und Zeitgebundenheit
In vielen Völkern finden sich Beinamen für Götter wie „der Immerwährende“, „der Ewige“ oder „der, der immer da ist“; oft wird gleichzeitig die Unveränderlichkeit betont. Christliche Denker wie Boethius, die Gott als perfektes Wesen betrachteten, waren zugleich von dessen Ewigkeit überzeugt. Dass Gottes Natur unveränderlich ist, wurde von Platon, wie auch jüdischen und christlichen Theologen behauptet, insbesondere von Augustinus von Hippo. Im Gegensatz dazu steht ein Gott, der in die Zeit eingebunden ist und mit seinen Geschöpfen interagiert. Ein solches „relationales“ Gottesbild wird zum Beispiel von Richard Swinburne und William Lane Craig vertreten. Im alten Ägypten konnten Götter sterben; so etwa wurde Osiris von seinem Widersacher Seth ermordet. Dies bedeutete aber wegen der kosmologischen Lehre von der zyklischen Wiederkehr nicht unbedingt die Beendigung der Existenz. Radikale Vertreter der Gott-ist-tot-Theologie der 1960er Jahre waren der Auffassung, dass Gott buchstäblich gestorben sei.

#### Klassifikation von Hartshorne und Reese
Charles Hartshorne und William Reese (1963) schlugen eine Klassifikation von Vorstellungen des „Höchsten“ nach metaphysischen Attributen vor. Sie identifizierten folgende fünf grundsätzliche Eigenschaften, die in verschiedenen Vorstellungen auftreten:
| U | In mancher (oder, falls V fehlt, in jeder) Hinsicht unveränderlich, sei es durch Geburt, Tod, Zu- oder Abnahme |
| V | In mancher (oder, falls U fehlt, in jeder) Hinsicht veränderlich, zumindest in Form einer gewissen Zunahme     |
| B | (Sich selbst) bewusst                                                                                          |
| A | Die Welt (vollständig) kennend                                                                                 |
| E | Die gesamte Welt als Bestandteil einschließend                                                                 |

Aus der Kombination dieser Eigenschaften ergibt sich nach Hartshorne und Reese folgende Einteilung:
| Eigenschaften | Beschreibung                                                                                          | Weltanschauung                | Bekannte Vertreter |
| ------------- | --- | ----------------------------- | --- |
| UVBAE         | Das Höchste als ewig-zeitliches Bewusstsein, die Welt kennend und einschließend.                      | Panentheismus                 | Platon, Jiva Goswami, Friedrich Wilhelm Joseph Schelling, Gustav Theodor Fechner, Alfred North Whitehead, Muhammad Iqbal, S. Radhakrishnan |
| UB            | Das Höchste als ewiges Bewusstsein, das die Welt nicht völlig kennt oder einschließt.                 | Aristotelischer Theismus      | Aristoteles |
| UBA           | Das Höchste als ewiges Bewusstsein, allwissend in Bezug auf die Welt, diese aber nicht einschließend. | Klassischer Theismus          | Philon von Alexandria, Augustinus von Hippo, Anselm von Canterbury, Al-Ghazālī, Thomas von Aquin, Gottfried Wilhelm Leibniz                |
| U             | Das Höchste als ewig, über Bewusstsein und Wissen stehend.                                            | Emanationismus                | Plotin |
| UBAE          | Das Höchste als ewiges Bewusstsein, die Welt kennend und einschließend.                               | Klassischer Pantheismus       | Shankara, Baruch Spinoza, Josiah Royce |
| UVBA          | Das Höchste als ewig-zeitliches Bewusstsein, allwissend, aber die Welt nicht einschließend.           | „Temporalistischer Theismus“  | Fausto Sozzini, Jules Lequier |
| UVBW(E)       | Das Höchste als ewig-zeitliches Bewusstsein, teilweise von der Welt getrennt.                         | Eingeschränkter Panentheismus | William James, Christian von Ehrenfels, Edgar Sheffield Brightman                                                                          |
| V(B)(A)       | Das Höchste als völlig zeitliches oder emergentes Bewusstsein.                                        | –                             | Samuel Alexander, Hermann Helbig, Edward Scribner Ames, Raymond Bernard Cattell                                                            |
| V             | Das Höchste als zeitlich und unbewusst.                                                               | –                             | Henry Nelson Wieman |

## Darstellung in der Kunst und Literatur

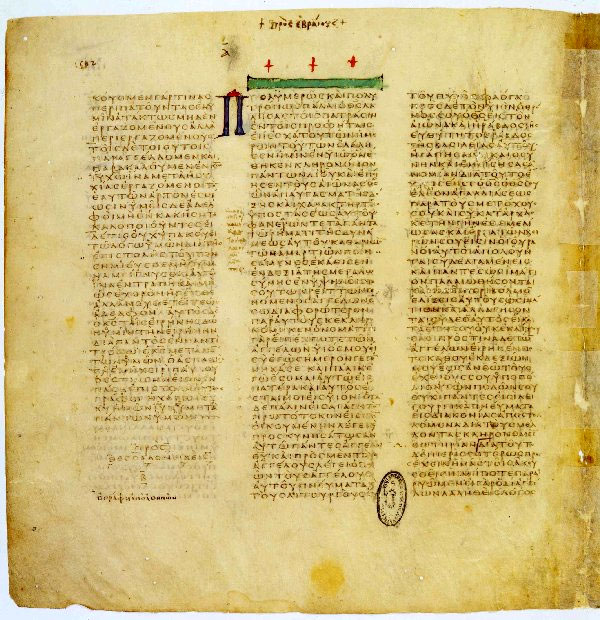
Seite aus dem Codex Vaticanus, einer frühen neutestamentlichen Handschrift aus dem 4. Jahrhundert. Die Bibel ist nach jüdisch-christlicher Lehre das Wort Gottes.

Bei der Darstellung von Göttern kann zunächst grob unterschieden werden zwischen Buchreligionen, die eine kanonisierte Heilige Schrift kennen, Kultreligionen, die von vor dem Bild des Gottes ausgeführten Kulthandlungen bestimmt werden, und „mystischen“ Religionen, die Wort und Bild letztlich als unangemessene Form der Aussage über das Göttliche betrachten.
Zwar besaßen die Ägypter der Antike zahlreiche heilige Schriften, fassten diese aber nicht zu einer kanonischen Norm zusammen. Die Götter erschienen eher in ihrem Bild als in ihrem Wort, weshalb die ägyptische Religion zu den Kultreligionen gezählt wird. Auch im antiken Griechenland spielte die Schrift neben der Bilderverehrung eine untergeordnete Rolle. Im Judentum hingegen offenbart sich Gott im Wort; bildliche Darstellungen werden daher verworfen. Ähnliches gilt für den Zoroastrismus. Im Christentum kam es über die Frage der Ikonenverehrung zum byzantinischen Bilderstreit. Auch wenn das Bilderverbot im Christentum oft nicht eingehalten wurde, lehnt die Theologie anthropomorphe Beschreibungen grundsätzlich ab, da Gott nicht auf eine Stufe mit profanen menschlichen Zügen gestellt werden soll. Das Bilderverbot im Islam wird vergleichsweise konsequent beachtet, weshalb einzig die Kalligrafie als schmückendes Element hervortritt.
In einigen Kultreligionen wurden Götter als tierähnliche Wesen dargestellt, so etwa im Alten Ägypten und in den meso- und südamerikanischen Hochkulturen. Diese Bildnisse bedeuten nicht, dass man sich die angebeteten Götter genauso vorstellte. Vielmehr sollten sie die Andersartigkeit des nicht darstellbaren bekunden. Auch Darstellungen von Göttern mit spezifischen Attributen, wie zum Beispiel Sonnengöttern, sind nicht als Erscheinungsformen jener Götter zu deuten, sondern sollen lediglich wesentliche Aspekte bildlich zum Ausdruck bringen.

### Darstellung im Film
Während mythologische Götter häufig in Filmen dargestellt werden, wird der „einzige Gott“ im Sinne monotheistischer Religionen nur selten in Filmen als Figur dargestellt, beispielsweise:
- 1977: Oh Gott … – US-amerikanische Filmkomödie von Carl Reiner, nach einem Roman von Avery Corman
- 1980: Gevatter Tod – DEFA-Märchenfilm von Wolfgang Hübner
- 1980: Tracy trifft den lieben Gott – US-amerikanische Filmkomödie von Gilbert Cates
- 1983: Zwei vom gleichen Schlag – US-amerikanische Fantasy-Filmkomödie von John Herzfeld
- 1989: Hotline zum Himmel – US-amerikanische Filmkomödie von Daniel Adams
- 1998: The Acid House – britischer Spielfilm von Paul McGuigan
- 1999: Dogma – US-amerikanische Fantasy-Satire von Kevin Smith
- 2003: Bruce Allmächtig – US-amerikanische Filmkomödie von Tom Shadyac
- 2007: Evan Allmächtig – US-amerikanische Filmkomödie von Tom Shadyac
- 2008: Thoda Pyaar Thoda Magic – Hindi-Film von Kunal Kohli
- 2011: Kein Mittel gegen Liebe – US-amerikanisches Filmdrama von Nicole Kassell
- 2011: Holy Flying Circus – britischer Fernsehfilm über die Kontroversen, die der Film Das Leben des Brian 1979 auslöste
- 2012: Jesus liebt mich – deutscher Spielfilm von und mit Florian David Fitz
- 2014: Gott ist nicht tot – US-amerikanisches christliches Filmdrama von Harold Cronk
- 2015: Das brandneue Testament – belgisch-französisch-luxemburgische Komödie von Jaco Van Dormael
- 2017: Die Hütte – Ein Wochenende mit Gott – US-amerikanisches christliches Filmdrama von Stuart Hazeldine

## Gottesvorstellungen verschiedener Kulturen

### Mesopotamien

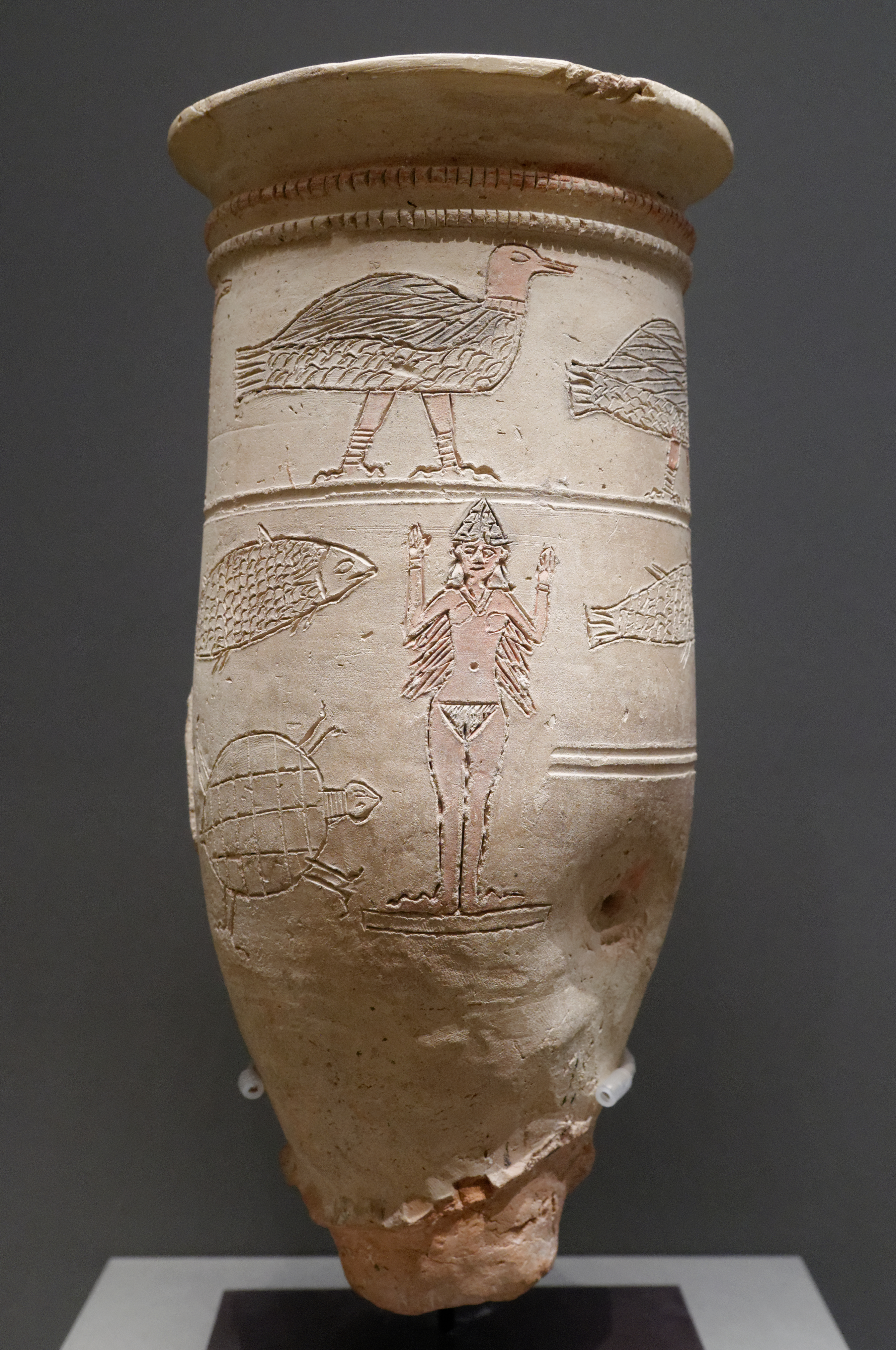
Ištar-Vase, frühes 2. Jahrtausend v. Chr.

In der sumerischen Religion wurde das Numinose als unsichtbare Kraft oder „Élan vital“ betrachtet, die den Dingen innewohnt. Die sumerische Sprache bezeichnet beispielsweise mit Nanna sowohl den Mond als auch die in ihm verborgene Kraft, den Mondgott. Eine ähnliche Gleichsetzung von Objekt und Gott findet sich im Gilgamesch-Epos. Im vierten Jahrtausend v. Chr. wurden vor allem die Kräfte der Natur verehrt, besonders jene, die für das menschliche Überleben wichtig waren. Aus dem menschlichen Bedürfnis, mit den Göttern eine sinnvolle Verbindung aufzubauen, wurden anthropomorphe Götter bevorzugt. Die vorherrschende Form war die des Sohnes und Versorgers, dessen Lebensgeschichte den jährlichen Erntezyklus widerspiegelte, zum Beispiel Dumuzi.
Inmitten der kriegsähnlichen Zustände zu Beginn des dritten Jahrtausends entwickelte sich die Vorstellung eines mächtigen göttlichen Herrschers und Kriegers. In den überlieferten Gebeten Gudeas zu Ningirsu, dem Hauptgott von Lagaš, wird dieser mit „Meister“, „Herr“ und „Krieger“ angeredet. Die neue Rolle der Götter als Beschützer und Militärchefs erforderte es, ihren Willen zu ergründen. Dies konnte in Traumvisionen oder durch Wahrsagen geschehen. Die Götter wurden außerdem als Verwalter ihres Gutes betrachtet. Anstatt alleine zu agieren, wurden sie durch höhere Götter oder durch die Götterversammlung mit besonderen Aufgaben betreut. Die Götterversammlung hatte im Wesentlichen die Aufgabe, über Übeltäter zu richten und hochrangige Amtsträger zu ernennen oder abzusetzen, und zwar sowohl Menschen als auch Götter. In dieser Beziehung wurden die Götter recht menschlich dargestellt; so etwa stärkten sie sich vor der Versammlung durch Speisen und Getränke.
Im zweiten Jahrtausend entwickelte sich zunehmend eine „persönliche“ Religion, in der Gott sich um den Anbeter sorgt. Zum einen legte der Gläubige sein Vertrauen in das Mitgefühl des Gottes, zum anderen erwartete er Bestrafung für Sünden. Persönliches Glück wurde oft mit göttlicher Belohnung in Verbindung gebracht; in der akkadischen Sprache lautete die Bezeichnung für „Glück haben“ wörtlich übersetzt „einen Gott bekommen“. Deutlich wird die bescheidene Haltung und Selbsterniedrigung in den überlieferten Bußpsalmen und „Briefen zu Gott“. Die Vorstellung eines persönlichen Gottes beeinflusste ebenfalls die ägyptische Religion zu dieser Zeit und später die israelitische Religion.
Der babylonische Schöpfungsmythos Enûma elîsch nennt etwa 300 Götter des Himmels und 300 Götter der Unterwelt. In Rykle Borgers assyrisch-babylonischer Zeichenliste lassen sich etwa 130 Götternamen belegen, wobei einige Beinamen oder Erscheinungsformen anderer Götter sind, und rund 25 als große Götter gelten können.

### Ägypten

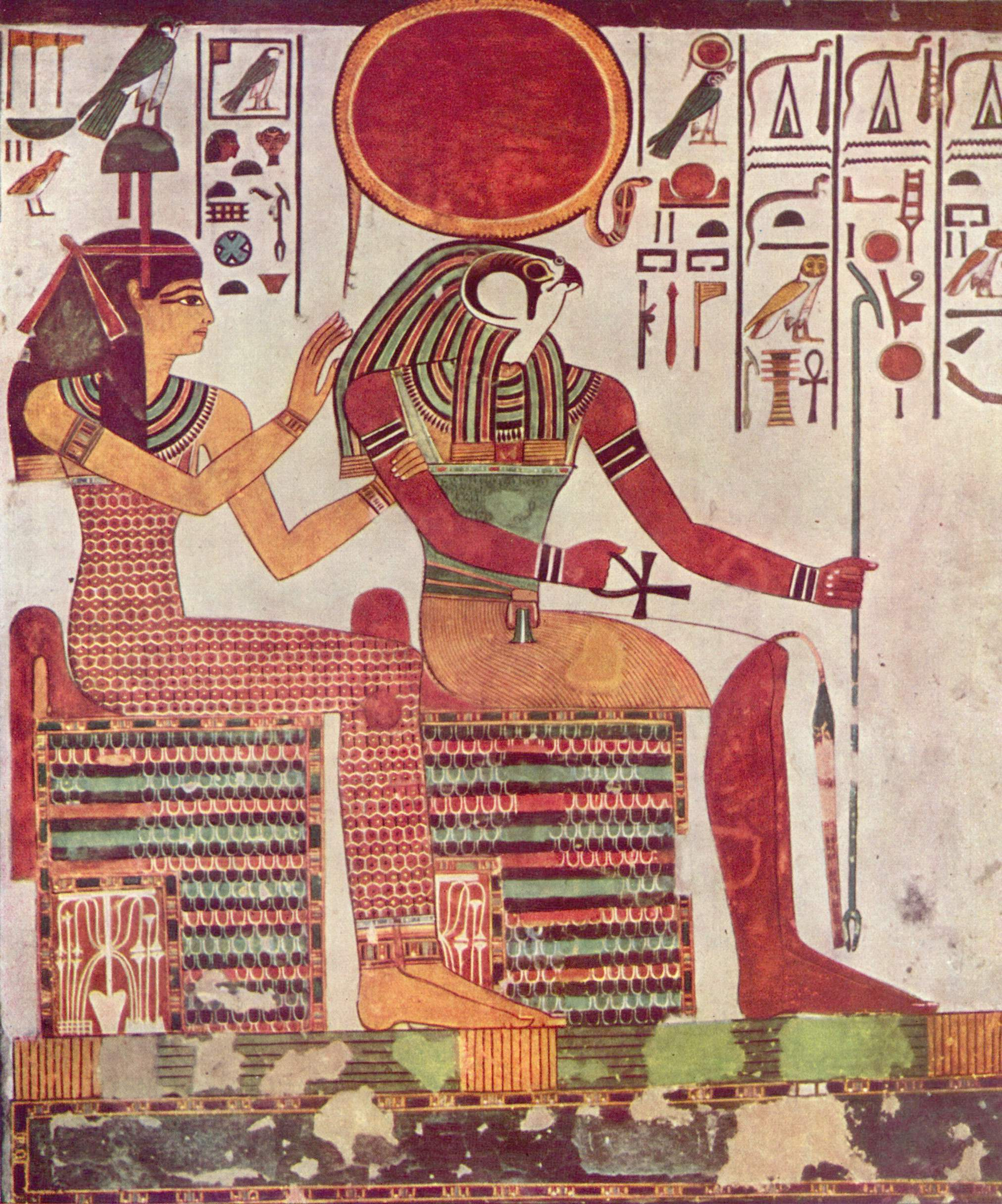
Darstellung des Gottes Re-Harachte, 13. Jahrhundert v. Chr.

Wie auch andere prähistorische Völker scheinen die Ägypter ihre Ehrfurcht vor den Mächten der natürlichen Welt bekundet zu haben. Archäologische Funde deuten auf Götter in Tiergestalt wie Kühe oder Falken hin, die Aspekte des Kosmos repräsentierten. Zu Beginn der historischen Zeit gab es Götter wie Min und Neith, die in menschlicher Gestalt verehrt wurden. Das ägyptische Wort netjer umfasste sowohl als Götter verehrte Menschen als auch Geister und Dämonen, und selbst die Hieroglyphen wurden manchmal als Götter bezeichnet.
Ägypten entwickelte mehrere Schöpfungsmythen, die nie zu einem Mythos vereinheitlicht wurden, aber einige gemeinsame Züge aufweisen. Laut der Achtheit von Hermopolis wurde die Welt durch vier Götterpaare erschaffen, die männliche und weibliche Aspekte des vorweltlichen Zustands verkörperten (Urgewässer, Endlosigkeit, Finsternis, Unsichtbarkeit). Ein anderer Mythos, die Neunheit von Heliopolis, beschreibt den Sonnengott Atum als Allerzeuger und Vater der Götter, aus dessen Körperflüssigkeiten weitere Götter hervorgingen. Nach der memphitischen Theologie erschuf der androgyne Gott der Metallarbeiter, Handwerker und Baumeister, Ptah, Atum und alle anderen Götter durch „Herz und Zunge“. Dies ist die früheste bekannte Variante der Logos-Vorstellung, in der die Welt durch kreative Rede eines Gottes Gestalt annimmt.
Die Charaktereigenschaften der Götter waren sehr unterschiedlich. Einige Götter waren besonders hilfreich für den Menschen, wie beispielsweise Thot, Horus und Isis wegen ihrer heilenden Kräfte, während andere der Menschheit feindlich gesinnt waren. Andere Götter wiederum wiesen ambivalente Züge auf; Hathor etwa wurde als Göttin der Liebe, Musik und Feier verehrt, galt aber auch als rasende Zerstörerin der Menschheit. Viele Kulte der Hauptgötter bildeten mit der Zeit Familientriaden aus Vater, Mutter und Sohn, wie zum Beispiel Amun, Mut und Chons in Theben. Daneben bildeten sich Gruppen aus vier, fünf oder mehr Göttern, ohne dass ein klares Schema ersichtlich ist. Insbesondere während des Neuen Reiches war die persönliche Frömmigkeit weitverbreitet. Erhaltene Bittschriften zeugen davon, dass Götter menschliche Sünden vergeben konnten.
Viele Götter änderten im Laufe der Zeit ihre regionalen Zugehörigkeiten, während andere zu regionalen oder landesweiten Göttern aufstiegen und umgekehrt. Auch der Charakter von Göttern konnte sich ändern; so etwa war Seths Natur, Beliebtheit und Bedeutung starken Schwankungen ausgesetzt. Osiris übernahm im Laufe der Zeit viele Beinamen und Eigenschaften anderer Götter. Eine ägyptische Besonderheit bestand in der Kombination unterschiedlicher Götter, indem man ihre Namen verknüpfte (beispielsweise Atum-Chepre und Amun-Re) und ihre Gestalt neu zusammensetzte. Aus der altägyptischen Zeit sind 1500 Götter namentlich bekannt, wobei nur von einer kleineren Zahl Genaueres bekannt ist. Isis gehörte zu den letzten ägyptischen Göttern, die überdauerten; noch aus dem Jahr 452 n. Chr. ist überliefert, dass Pilger im Tempel von Philae ihre Statue besuchten.

### Indien

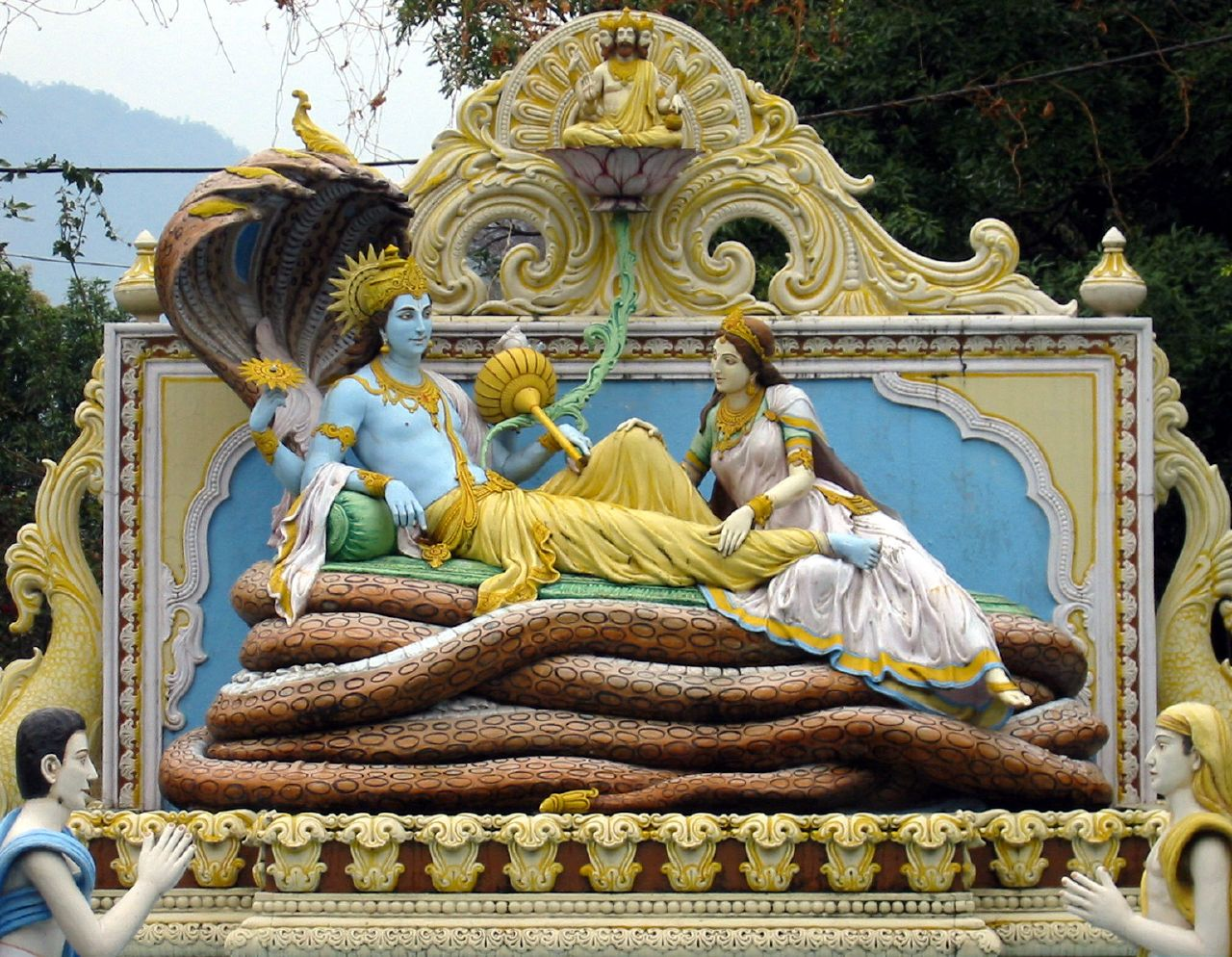
Statue der Hindugötter Vishnu und seiner Partnerin Lakshmi auf der Schlange Shesha im Urmeer

Die ältesten hinduistischen Schriften, die Veden, reichen bis in die Mitte des 1. Jahrtausends v. Chr. zurück. Ein wichtiger Begriff der hinduistischen Philosophie ist Brahman, eine nicht wahrnehmbare Abstraktion, die unendliche, immanente und transzendente Realität, welche den Grund aller Materie, Energie, Zeit, Raum, Sein und alles über dem Universum darstellt. Brahman lässt sich nicht definieren; es ist nach einem Ausspruch der Brihadaranyaka-Upanishad neti neti (nicht so, nicht so!). Die Götter, Ishvara und die Devas sind demnach symbolische Entitäten, die aus dem Brahman hervorgingen und die die leitenden Kräfte der Welt repräsentieren. Nach dem Brihadaranyaka-Upanishad ist der Lebenshauch (Prana) die Seele der Götter und einziges höchstes Wesen.
Im Brihadaranyaka-Upanishad ist von 33 Göttern die Rede: acht Existenzsphären (Vasus), elf Lebensprinzipien (Rudras), zwölf Herrscherprinzipien (Adityas), einem Himmelsherrscher (Indra) und einem Erzeuger (Prajapati), die jeweils in verschiedenen Entwicklungssphären (Mahiman) auftreten. Diese Zahlen variieren jedoch je nach Text. Indra wird als allgegenwärtig beschrieben, und er ist in der Lage, jede beliebige Form anzunehmen. Laut dem Avyakta-Upanishad verkörpert er die Eigenschaften aller Götter und ist daher der wichtigste unter ihnen. Die Adityas personifizieren die Gesetze, die das Universum und die menschliche Gesellschaft beherrschen. Zu ihnen gehören Mitra (die Freundschaft), Aryaman (die Ehre) oder Varuna (der Verbindende). Hinzu kommen untergeordnete Götter wie die Söhne von Shiva, darunter Ganapati. Daneben werden weitere Götter beschrieben, wie die Ashvins, die Yakshas oder der Totengott Yama. Die Götter der Veden bilden nur einen kleinen Teil des hinduistischen Pantheons, und viele werden heute nicht mehr verehrt.
Die Trimurti aus Brahma, Vishnu und Shiva repräsentiert die drei kosmischen Funktionen des Universums. Vishnu kann in beliebigen Avataras erscheinen. Shiva ging vermutlich aus seiner vedischen Entsprechung Rudra hervor. Während Rudra als aggressiv, aktiv und zerstörerisch beschrieben wurde, gilt Shiva auch als friedlich. Dennoch ist sein Charakter ambivalent; er besitzt furchtbare und sanftmütige Formen. Brahma ist die personifizierte, männliche Form des Brahman. Er gilt als erste Ursache alles Seienden und wird in verschiedenen Schöpfungsmythen beschrieben.
Einige der hinduistischen Gottheiten besitzen eine männliche und eine weibliche Form. Die weibliche Kraft Shivas ist Shakti, die unter anderem als seine Gattin Parvati erscheint. Shiva wird auch früh dargestellt als „der Herr, der halb Frau ist“ (Ardhanarishvara).
Üblicherweise verehren Gläubige einen bevorzugten Gott, ohne dessen aus dem Brahman hervorgehende Wesensart zu leugnen. Aus hinduistischer Sicht ist der Monotheismus nur die Verherrlichung eines bevorzugten Gottes; in der Bhagavad Gita erklärt Krishna, die Verehrung anderer Götter sei nur die Verehrung seiner selbst. Oft wurde versucht, Entsprechungen zu Göttern anderer Religionen und Glaubensrichtungen herzustellen; so wurde der vedische Rudra mit dem dravidischen Shiva, dem griechischen Dionysos und dem ägyptischen Osiris identifiziert. Einigen Hindus, die mit der christlichen Religion vertraut sind, gilt Jesus als Avatar Vishnus, denn Vishnu wird nicht als persönlicher Gott einer bestimmten Religion, sondern als universelles Prinzip betrachtet. Die Bezeichnung „Hinduismus“ entstand erst spät und fasst recht unterschiedliche Kulte zusammen. Weit verbreitet ist heute die Verehrung von Shiva im Shivaismus oder von Vishnu im Vishnuismus als Hauptgottheit oder höchstes Brahman. Hinzu kommt der Shaktismus, der Shakti, Devi oder eine der vielen anderen Göttinnen als Hauptgöttin verehrt.
Neben dem Hinduismus liegt in Indien der Jainismus als atheistische Religion vor und der Sikhismus als monotheistische Religion.

### Daoismus
Der chinesische Daoismus gilt in seiner Frühform als atheistisch, später entwickelte er jedoch ein großes, polytheistisches Pantheon; siehe dazu Pantheon des Daoismus.

### Buddhismus

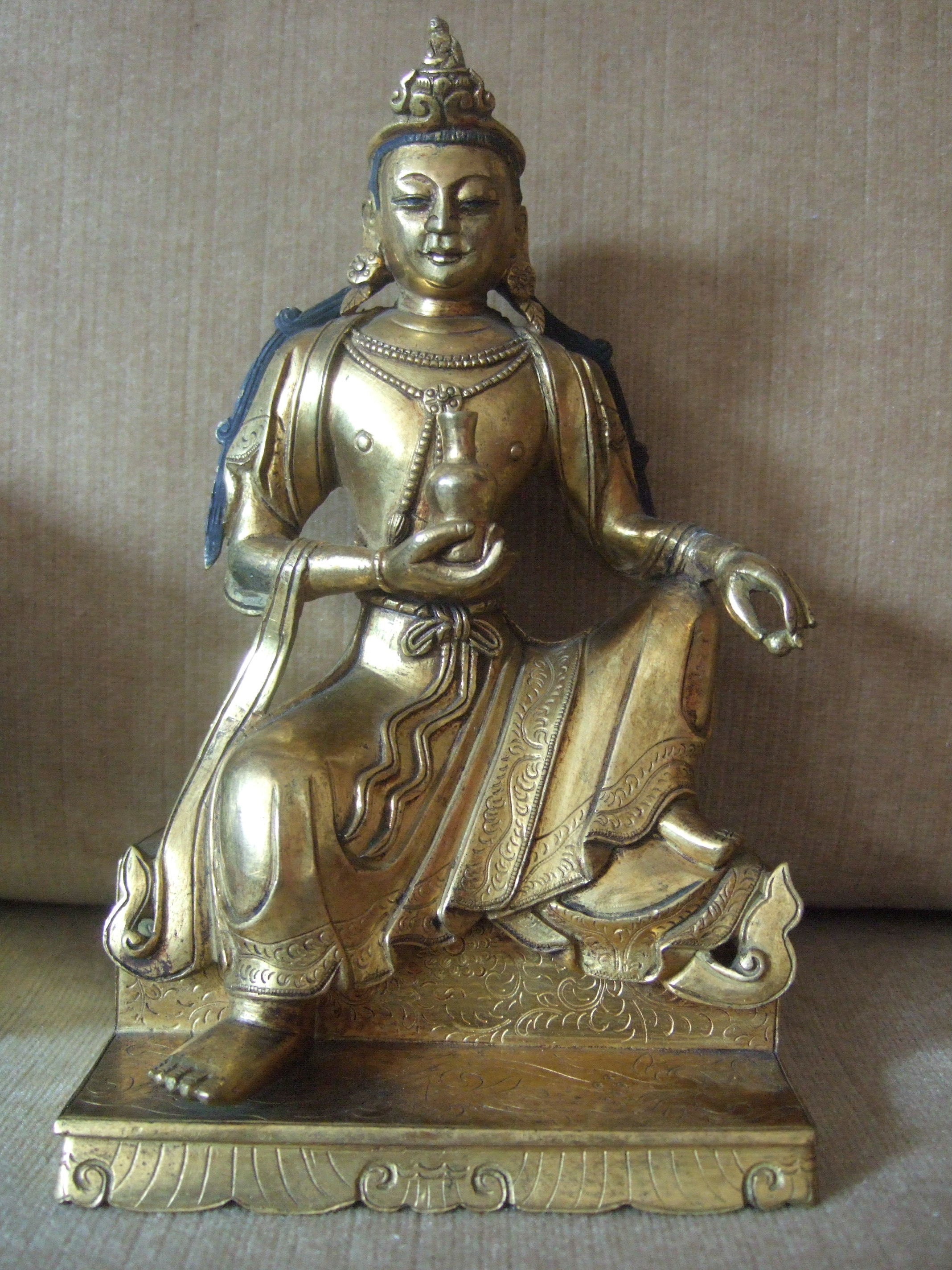
Tibetische Bodhisattva-Statue aus dem 18. Jahrhundert

Vor allem in älterer westlicher Literatur und oft auch heute wird die Meinung vertreten, dass der im Pali-Kanon beschriebene „ursprüngliche“ Buddhismus des historischen Buddha, Siddhartha Gautama, eine atheistische „Lebensphilosophie“ und keine Religion sei. Dies ist bestenfalls eine grobe Vereinfachung, die nicht der religiösen Praxis in allen buddhistisch geprägten Ländern entspricht.
Nach dem Anguttara-Nikaya antwortete Siddhartha Gautama auf die Frage, ob er ein Mensch oder ein Gott (Deva) sei, dass er kein Gott, Gandharva oder Mensch sei, sondern ein Buddha. In Mahayana-Texten wird der Dharma-Körper (Dharma-kāya) eines Buddhas mit der absoluten Realität gleichgesetzt, die bis an die Grenzen der Welt reicht und alles durchdringt. Der Dharma-Körper ist auch insofern omniszient, als die gesamte Welt sich direkt in seinem Geist widerspiegelt. Der Manifestationskörper (Nirmāṇa-kāya) des Buddhas kann in jeder Form erscheinen; seine Handlungen sind allerdings keine Folge willentlicher Entscheidungen. Nach der formellen Lehre des Theravada-Buddhismus ist der Buddha tot und greift nicht mehr in die Welt ein; dennoch wird er wie ein Gott verehrt und auch von manchen Gläubigen angebetet. Obwohl sich Buddhas und Bodhisattvas in mancher Hinsicht von Göttern unterscheiden, werden sie zum Teil dennoch zu den göttlichen Wesen gezählt.
Die im frühen Buddhismus formulierte Lehre des bedingten Entstehens postuliert Nichtwissen als Ursache der Kette der Wiedergeburten. Einer Interpretation zufolge handelt es sich dabei um eine Kritik des brahmanischen Schöpfungsmythos des Rigveda. Insofern entwickelte der Buddhismus eine nichtteleologische Kausalitätslehre, die ohne einen Schöpfergott auskommt. Das Lebensrad, das im Mahayana-Buddhismus die sechs Daseinsbereiche beschreibt, enthält den Bereich der Götter (Devas) und den Bereich der „eifersüchtigen Götter“ (Asuras), die im Theravada zu den Devas gezählt werden. Buddhistische Gläubige beten viele der Hindu-Götter an, was insofern keinen Synkretismus darstellt, als diese Götter von Anfang an Teil des Buddhismus waren. Ihre Existenz wurde nie bestritten, wenngleich sie im Buddhismus als entbehrlich gelten. Zwischen dem Glauben an Buddha und an die Götter besteht insofern ein Gleichgewicht, als Götter in weltlichen Angelegenheiten helfen können, aber nur der Buddha den Weg zur Erlösung zeigen kann.

### Griechenland und Römisches Reich

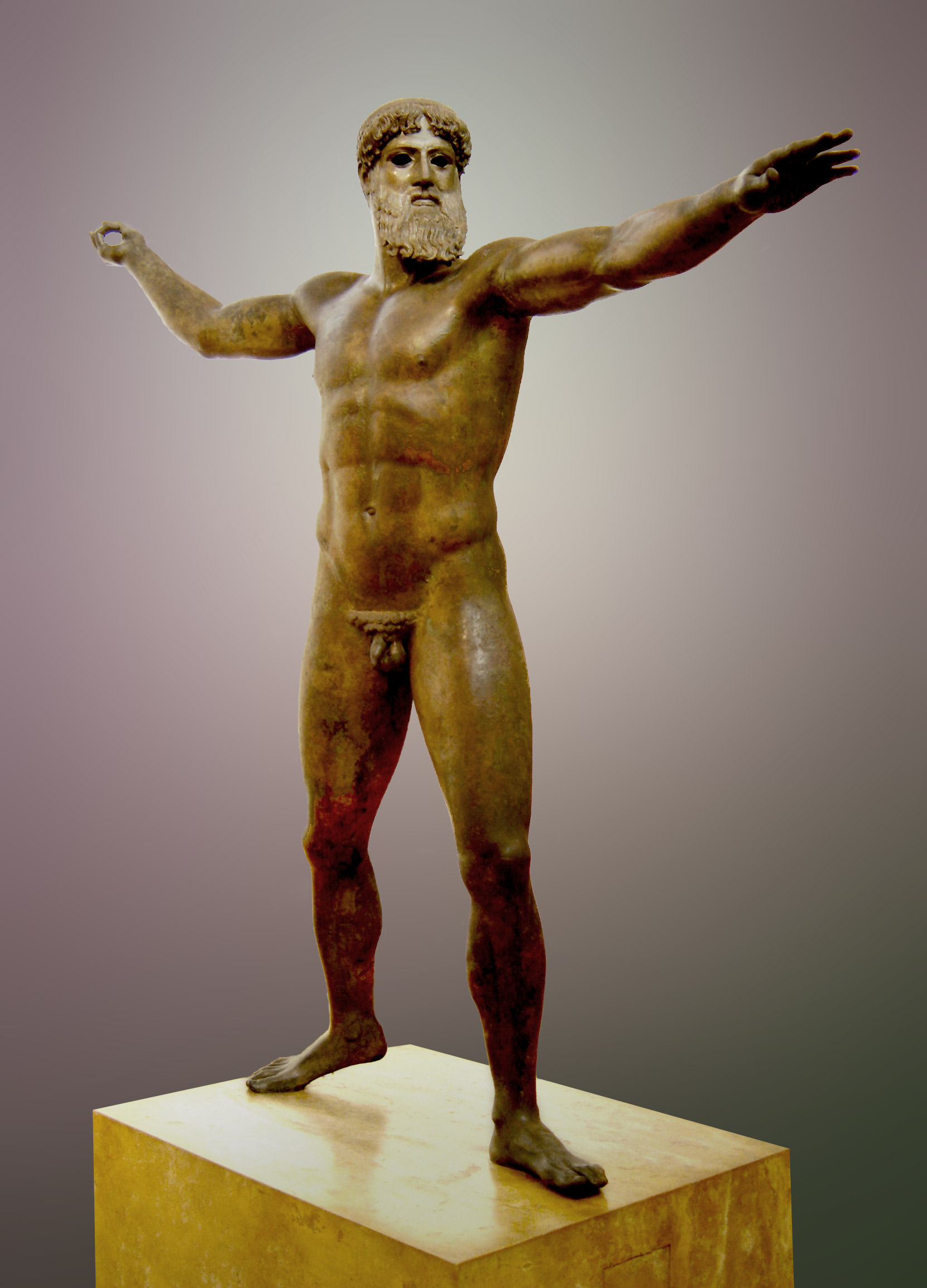
Bronzestatue des Zeus oder Poseidons, um 460 v. Chr.

Da die Topografie des antiken Griechenlands Kommunikation über Land- und Seewege erschwerte und es sprachliche und ethnische Unterschiede gab, variierten die mythologischen Inhalte und Kulte. Homers Werke Ilias und Odyssee führten zu einer teilweisen Stabilisierung dieser Mythen und übten auf nachfolgende griechische und römische Autoren einen wesentlichen Einfluss aus. Die Griechen und Römer kannten zahlreiche Schöpfungsmythen, die viele Parallelen zu den Mythen der Ägypter, Sumerer, Babylonier und Hebräer aufweisen. Laut Homer waren die Titanen Okeanos und Tethys für den Ursprung der Götter verantwortlich. Okeanos repräsentierte dabei den ringförmigen Ozean, der die scheibenförmige Erde umschloss. Hesiod gab in seiner Theogonie (um 700 v. Chr.) die erste bekannte vollständige Beschreibung der Schöpfung. Aus dem Chaos entstand Gaia, die Uranos hervorbrachte. Beide zeugten sechs weibliche und sechs männliche Kinder, die Titanen, die ebenfalls Kinder hatten. Die Titanen waren im Wesentlichen Personifikationen verschiedener Aspekte der Natur. Nach dem Sturz der Titanen traten Zeus und die anderen Götter des Olymps die Weltherrschaft an.
Die Götter bildeten ein hierarchisch organisiertes Pantheon. Im Allgemeinen galten sie als menschenähnlich und fühlend, wenngleich ihr Aussehen und ihre Handlungen bis zu einem bestimmten Grad idealisiert wurden. Andererseits konnten sie die körperlichen und geistigen Schwächen der Menschen widerspiegeln. Die Götter lebten in Häusern auf dem Olymp oder im Himmel; ein wichtiger Unterschied bestand jedoch zwischen den Göttern der Luft und der Oberwelt, und den chthonischen Göttern, die in der Erdtiefe walten. Götter konnten sich mit großer Geschwindigkeit fortbewegen, plötzlich verschwinden und erscheinen, und beliebige Formen annehmen – menschlich, tierisch und göttlich. Obwohl ihre Macht größer war als die der Menschen, waren sie kaum allmächtig, außer womöglich Zeus, und selbst seine Handlungen waren dem Schicksal unterworfen. Die Eigenschaft, die die griechischen Götter am offensichtlichsten von den Menschen abhob, war ihre Unsterblichkeit.
Wenngleich einige Götter nur in bestimmten Plätzen besonders verehrt wurden – so etwa Athene in Athen und Hera in Argos – wurden die wichtigsten Götter in der gesamten griechischen Welt anerkannt. An der Spitze stand Zeus, der Vater aller Götter und Menschen. Er verteidigte, teils zusammen mit anderen Göttern, die höchsten moralischen Werte, und beschützte die Familie und den Staat. Zeus konnte als Gott ohne Namensnennung genannt werden. Xenophanes griff die üblichen anthropomorphen Vorstellungen scharf an und behauptete, dass es einen einzigen nichtanthropomorphen Gott gab.
Die Römische Religion hatte ihre Wurzeln in den religiösen Vorstellungen vorrömischer italienischer Völker wie den Sabinern und den Etruskern. Im Allgemeinen wiesen die römischen Götter, die ursprünglich eher im Kult als im Mythos verankert waren, weniger anthropomorphe Züge auf als die griechischen Götter. Als im 3. Jahrhundert v. Chr. die ersten Historiker und Epiker auf Latein schrieben, war der Einfluss der griechischen Literatur bereits vorherrschend. Viele Autoren waren selbst Griechen, sodass die römischen Legenden aus den griechischen adaptiert wurden. Die ursprünglichen italienischen Götter wurden mit den griechischen gleichgesetzt, zum Beispiel Saturnus mit Kronos oder der große Himmelsgott Jupiter mit Zeus.

### Biblisches Judentum

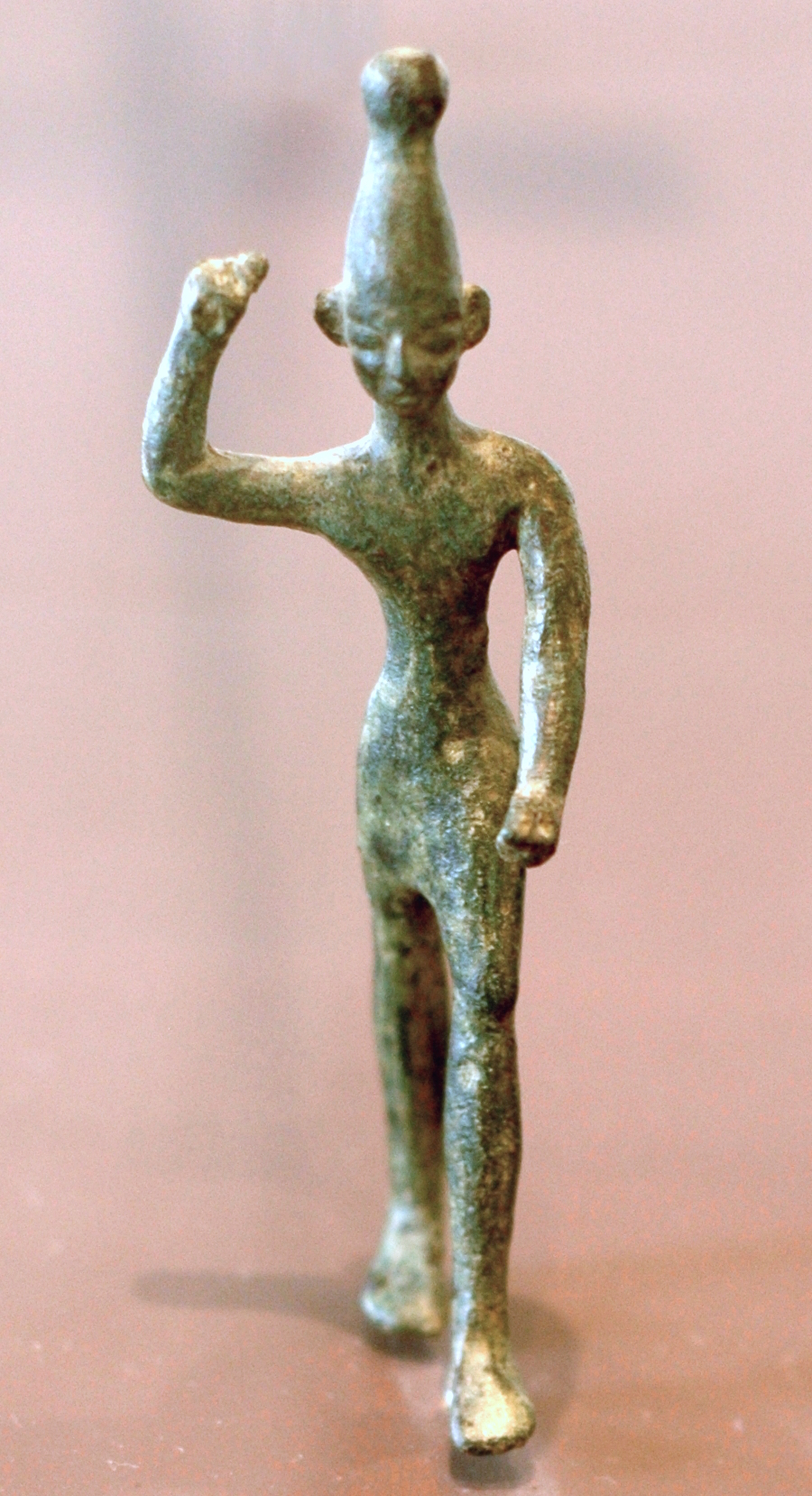
Ugaritische Baal-Figur, 14. bis 12. Jahrhundert v. Chr.

Die Hauptquelle für die jüdische Religion ist die kanonisierte Bibel, der Tanach. Die israelitische Religion war ursprünglich henotheistisch. Als die Israeliten zur Richterzeit (1250 bis 1000 v. Chr.) in Kanaan sesshaft wurden, griffen sie die dortigen religiösen Vorstellungen auf, wenngleich die Kanaanäer in der Bibel negativ beschrieben werden. Die weitgehende Übereinstimmung zwischen den Attributen JHWHs, des einzigen Gottes Israels, und des kanaanäisch-ugaritischen Gottes El deutet darauf hin, dass JHWH aus El entstanden ist und sich allmählich vom henotheistischen Kult entfernte. Diese Annahme wird dadurch gestützt, dass gegen El, anders als die anderen biblischen Götter, nicht polemisiert wurde und dass er seine Funktion als Urvater der Götterversammlung behielt.
Der Hochgott El nahm in der ugaritischen Religion den Vorsitz der Götterversammlung ein und wurde als Schöpfer der Götter und Geschöpfe genannt. Neben ihm stand der junge Fruchtbarkeitsgott Baal, Erzeuger des Gewitters und Spender des Regens. Oft wurde er zusammen mit seiner Geliebten Anat als kriegerischer Gott dargestellt, der seine Gegner tötete. Anat selbst tritt als Kämpferin und Liebende hervor, und sie scheut sich nicht, selbst dem obersten Gott El zu drohen. Unter den Göttinnen von Ugarit nahm Athirat als Gemahlin Els den höchsten Rang ein. Astarte oder Aschera, die Himmelskönigin, wurde mit der babylonischen Kriegs- und Liebesgöttin Ištar gleichgesetzt.
Das 1. Buch Mose nennt JHWH als Schöpfer des Himmels und der Erde. Da sein Gottesname nicht ausgesprochen wurde, trat an seine Stelle oft die Bezeichnung Adonai („Herr“). Im Deboralied, einem der ältesten Texte der Bibel, wird JHWH als Gott Israels beschrieben, der zugunsten seines Volks eingreift. Hier überwiegt die atmosphärische Beschreibung JHWHs, vor dem die Erde bebt, die Wolken von Wasser triefen und die Berge schwanken. Andere Stellen bekunden, dass er im Himmel wohnt. Weitere Texte heben die kriegerischen Züge JHWHs hervor; das Buch der Richter betont vor allem seine Hilfe in Israels Kriegen gegen die Feinde. Außerhalb Jerusalems wurden weiterhin Baal und die Göttinnen verehrt. Sowohl JHWH als auch Baal waren Himmelsgötter, die mit Blitz und Donner in Verbindung standen. Ein Hinweis darauf, dass beide während der Richterzeit nicht immer getrennt wurden, ist der Namensbestandteil Baal, der auch in den Eigennamen streng jahwistischer Familien vorkommt. Erst später wurde Baal als Erzfeind JHWHs beschrieben.
JHWH gilt nach dem 5. Buch Mose als einziger Gott Israels. Er wird als eifersüchtiger Gott beschrieben, der keinen anderen Gott an seiner Seite duldet. Als „großer und furchtbarer Gott“, der sein Volk Israel aus Liebe auserwählt hat, fordert er Ehrfurcht und Liebe von seinen Anhängern. JHWHs Charakter wirkt in gewisser Hinsicht ambivalent, denn er bringt sowohl Gutes als auch (auf den ersten Blick) Böses. Nach jüdischem Selbstverständnis ist Gott absolut gut; was aus menschlicher Sicht böse scheint (wie extreme Strafen), soll aus göttlicher Sicht dem Guten dienen. Das Gesetz genießt als Wort Gottes göttliche Autorität, und auch die Zehn Gebote sind Ausdruck des göttlichen Willens. Zwar finden sich vor allem in den älteren Texten der Bibel deutliche Anthropomorphismen, doch das jüdische Bilderverbot drückt klar aus, dass JHWH nicht in menschlichen Zügen gedacht werden könne.

### Vorislamisches Arabien
Das Quellenmaterial zur altsüdarabischen Religion besteht im Wesentlichen aus Inschriften in Denkmälern, die eine große Zahl von Göttern und deren Beinamen nennen. In allen altsüdarabischen Reichen war ʿAthtar der Hauptgott, dem der Planet Venus zugeordnet wurde. Neben seiner überlebenswichtigen Bewässerungs- und Fruchtbarkeitsfunktion war er auch als Kriegsgott tätig. Der sabäische Staatsgott war Almaqah, der mit dem Mond in Verbindung stand und zusammen mit dem König und dem Reichsvolk den Staat repräsentierte. Der Sonnengott hatte zwei weibliche Erscheinungsformen, nämlich dat-Himyam und dat-Baʿdan. Zusammen mit Athtar und Almaqah bildeten sie die offizielle Götterdreiheit Sabas, und auch in anderen südarabischen Staaten wurden sie am häufigsten genannt. Daneben gab es weitere regionale Götter wie Sama, vermutlich ein Mondgott, und Ta'lab. In der späteren Königszeit (ab 40 n. Chr.) kam es, bedingt durch schwere innere Machtkämpfe verschiedener Stämme, zu einer Differenzierung in weitere Erscheinungsformen und Einzelgötter. Eine Darstellung von Göttern in menschlicher Gestalt fand nicht statt; stattdessen wurden oft symbolhafte Zeichen und Tiere verwendet.
In Zentral- und Nordarabien lebte die Bevölkerung nicht wie im Süden in hochentwickelten Staaten, sondern führte – mit Ausnahme von Lihyan – ein Nomadendasein. Die Quellenlage in Zentralarabien ist zwar wesentlich schlechter als im Süden, doch liefern spätere Texte wie der gegen das Heidentum polemisierende Koran oder das Götzenbuch des Ibn al-Kalbī Hinweise zu den altzentralarabischen Göttern. Wie alle Nomadenvölker beteten auch die Beduinen Arabiens mit Allah einen höchsten Himmelsgott an, der die Welt erschaffen hat und Regen spendet. Andere Götter genossen nicht denselben hohen Rang und bildeten auch kein hierarchisch geordnetes Pantheon. Neben Allah wurden die drei Göttinnen Manat, Al-Lāt und Al-ʿUzzā, auch „Töchter Allahs“ genannt, in ganz Arabien hoch verehrt. Al-Lat wurde von Herodot mit Urania, der Himmelsgöttin, gleichgesetzt; vermutlich hatte sie ursprünglich eine ähnlich überragende Bedeutung wie Allah. Eine untergeordnete Rolle spielten die im Götzenbuch genannten drei Dutzend lokalen Götter, die oft bestimmten Stämmen zugeordnet waren.

### Nachbiblisches Judentum
Mit der Zerstörung des Jerusalemer Tempels am Ende des Jüdischen Krieges im Jahre 70 wandelt sich die Beziehung des Judentums zu Gott nachhaltig. Anstelle der Tempelopfer und der Wallfahrten nach Jerusalem, unter Aufsicht der Priester und Leviten, tritt das gemeinschaftliche Gebet, das in den folgenden Jahrhunderten für die Wochentage und den Sabbat im Siddur und für die Feiertage im Machsor kodifiziert wird. Der zerstörte Tempel wird durch Synagogen in der Diaspora ersetzt, sowohl im römischen Imperium als auch im Perserreich.
Obwohl es im rabbinischen Judentum keine systematischen Betrachtungen zu den Attributen Gottes gab, bestand in einigen wesentlichen Punkten Einigkeit. Alle Rabbiner waren von der Einheit Gottes, des Schöpfers von Himmel und Erde, überzeugt. Gott belohnt diejenigen, die seinem Willen gehorchen, und bestraft die anderen, und er wählte unter allen Völkern das jüdische aus, um ihm die Tora zu offenbaren. Das Tetragramm JHWH wird aus Ehrfurcht nie ausgesprochen, und stattdessen andere Namen oder Umschreibungen wie Adonai („Herr“) oder der Heilige verwendet. Obwohl Gott direkt im Gebet angesprochen werden kann, ist seine wahre Natur unergründlich, und er unterscheidet sich gänzlich von seinen Geschöpfen. Dennoch sorgten sich die Autoren des Talmud wenig um anthropomorphe Beschreibungen. Oft wurde Gott mit einem König verglichen, der auf dem Thron des Urteils oder dem Thron der Vergebung sitzt. Besonders infolge der Zerstörung des Jerusalemer Tempels vertiefte sich die Vorstellung, dass Gott menschliches Leid fühlt und mit den Opfern der Verfolgung trauert. Bilderverehrung und dualistische Vorstellungen wiesen die Rabbiner strikt zurück.
Im Mittelalter kam es unter dem Einfluss der griechischen Philosophie zu einer Verfeinerung der Attribute Gottes. Die mittelalterlichen Theologen wiesen darauf hin, dass alle anthropomorphen Beschreibungen Gottes in der Bibel nicht wörtlich zu verstehen seien. Zu Maimonides’ 13 Prinzipien des jüdischen Glaubens zählt die Auffassung, dass Gott körperlos und immateriell ist. Gott war sowohl allwissend als auch allmächtig. Wie auch die Autoren der Bibel und die Rabbiner vertraten die mittelalterlichen jüdischen Denker einen fürsorglichen Gott, wobei sich diese nach Maimonides und Levi ben Gershon nur auf die Menschen und nicht auf alle Geschöpfe erstreckt.
Die Kabbalisten akzeptierten die abstrakten Beschreibungen der mittelalterlichen Philosophen, verspürten aber als Mystiker den Wunsch, eine lebendigere Verbindung zu Gott aufzubauen. In der Kabbala wurde zwischen Gott selbst – dem unergründlichen En Sof – und seinen Erscheinungsformen unterschieden. Der kabbalistische Lebensbaum benennt in den Sephiroth zehn Emanationen, die aus Gott selbst, zu dem überhaupt nichts gesagt werden kann, entspringen. Sie repräsentieren verschiedene Aspekte Gottes wie Weisheit, Stärke oder Pracht. Der Chassidismus, begründet im 18. Jahrhundert durch den Baal Schem Tow, tendiert zu einem panentheistischen Verständnis des Tzimtzum-Begriffs: Ohne Gott gäbe es kein Universum, aber ohne das Universum wäre Gott immer noch das gleiche.
Unter den jüdischen Denkern des 20. Jahrhunderts vertritt Mordechai M. Kaplan am vehementesten eine naturalistische Weltsicht. Für ihn ist Gott kein übernatürliches, persönliches Wesen, sondern die universelle Kraft, die zu Gerechtigkeit führt. Martin Buber behandelt in seinem Hauptwerk Ich und Du das Verhältnis des Menschen zu Gott und zum Mitmenschen als existentielle, dialogische und religiöse Prinzipien. Der Holocaust führte zu einer Neueinschätzung der mittelalterlichen Aussagen zum Verhältnis von Gott und den Menschen sowie zur Verschärfung des Theodizeeproblems.

### Christentum

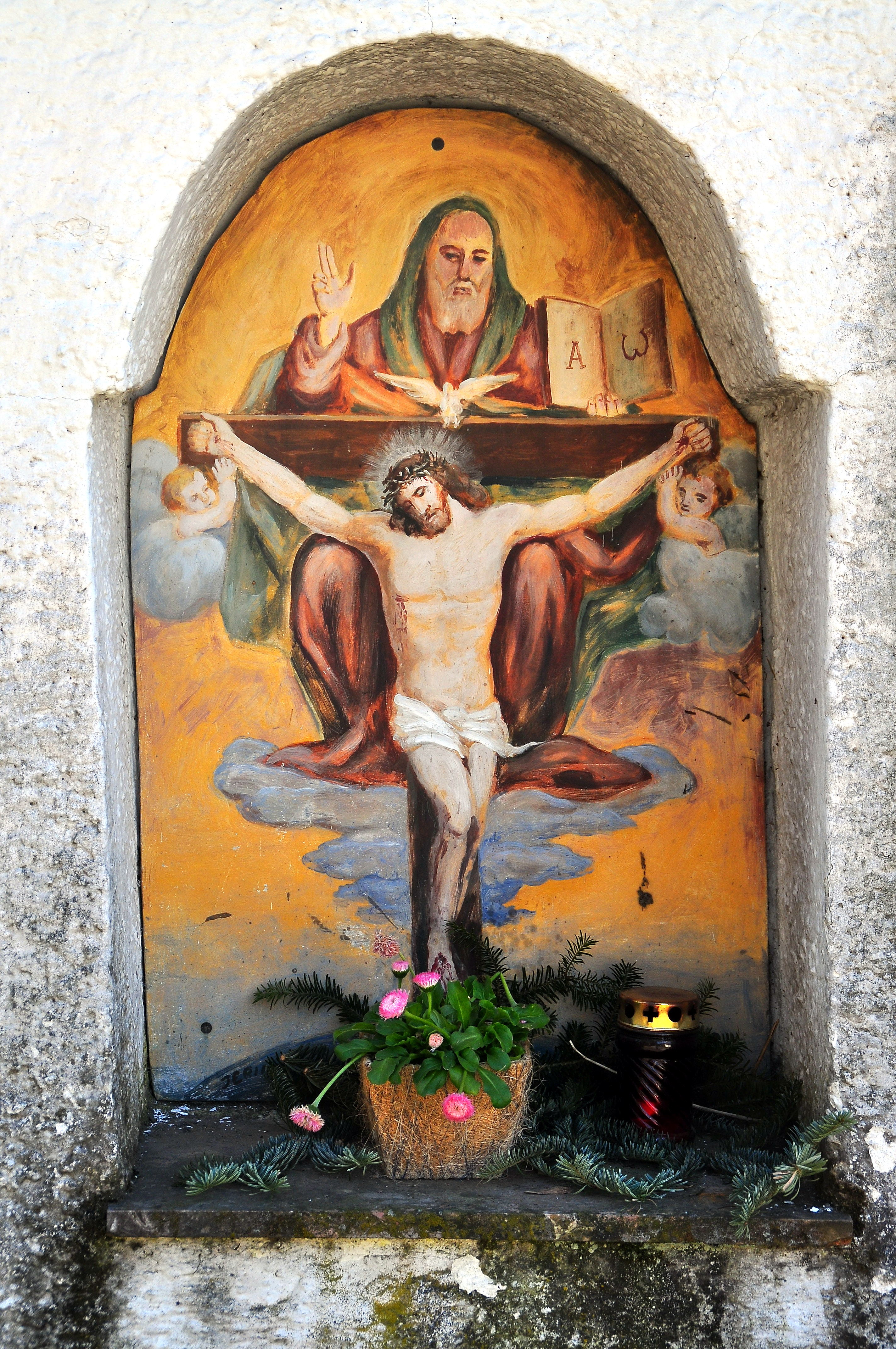
Darstellung Gottvaters, des Heiligen Geistes (Taube) und des gekreuzigten Jesus, Nischenmalerei in einem österreichischen Bildstock

Da die Christen ursprünglich eine jüdische Gruppierung waren, wurden ihre Gottesvorstellungen stark von jüdischen Traditionen geprägt. Daneben beeinflusste die griechische Philosophie, insbesondere der antike Platonismus, die christlichen Gottesvorstellungen maßgeblich. Frühe Versuche, eine christliche Theologie auszuarbeiten, etwa bei Klemens von Alexandrien, Justin dem Märtyrer, Irenäus von Lyon, Athenagoras und Theophilus nehmen nicht nur Bezug auf biblische Überlieferung, inzwischen ausgebildete Bekenntnisformeln und liturgische Redeweisen, sondern in Terminologie, Inhalten und Werkkonzeptionen auch in unterschiedlichem Ausmaß Anleihen bei jüdischen Theologen und philosophischen Traditionen. Gott wird vielfach als transzendent und ewig, frei von zeitlichen oder räumlichen Grenzen und mit höchster übernatürlicher Macht und Ehre ausgestattet beschrieben. Wegen der Unergründlichkeit seines Wesens wird er oftmals nur in symbolischen Ausdrucksweisen, in seinen Wirkungen und ansonsten in verneinenden Eigenschaften wie „unendlich“, „unergründlich“ oder „unsichtbar“ benannt. Redeweisen in Bibel, Liturgie, Gebetsformularen und dergleichen, die dazu führen könnten, Gott körperlich und insbesondere anthropomorph vorzustellen, werden dabei vielfach, vor allem bei Theologen in der Schultradition der alexandrinischen Theologie (einschließlich etwa Philon von Alexandria und Origenes), als uneigentliche Aussageweisen interpretiert. Andere Theologen sind zurückhaltender oder ablehnender gegenüber Kultur, Terminologie und Konzepten griechischer Traditionen und beziehen sich direkter auf jüdisch-christliche Überlieferungen.
Das im Jahr 325 formulierte Bekenntnis von Nicäa, das heute von allen großen christlichen Kirchen anerkannt wird, nennt Jesus Christus göttlich und wesenseins mit Gottvater und erwähnt außerdem kurz den Heiligen Geist. Die Vorstellung, dass Jesus gleichzeitig Mensch und Gott war, wurde im späteren christologischen Bekenntnis des Konzils von Chalcedon bestätigt. Spätere Debatten und Festlegungen wenden sich von der Christologie stärker der Trinitätstheologie zu. Es wird versucht, die Annahme dreier Götter bzw. voneinander unabhängiger Modalitäten, die durch Vater, Sohn und Geist verkörpert werden, zu vermeiden bzw. als Irrlehre darzustellen. Sie werden als der Substanz nach identisch, jedoch der Relation nach verschieden bestimmt; davon abweichende Lehren und Lehrer werden als häretisch abgegrenzt.
Die christliche Theologie des Mittelalters arbeitet in der Rezeption weiterer antiker Konzepte und teils auch der Debatten in jüdischer und islamischer Theologie die Gotteslehre in unterschiedlichen, teils gegensätzlichen Akzenten weiter aus. Dabei war vielfach umstritten, wie stark Anleihen an griechische philosophische Terminologie gehen können und sollen und an nicht bereits ein Wissen aus Offenbarung veranschlagende philosophische Konzeptualisierungen (natürliche Vernunft bzw. natürliche Theologie). Eine Kompromissformel des vierten Laterankonzils (can. 806) ist etwa, dass Gott jeweils in größerem Maße unähnlich bleibe auch bei allen durchaus möglichen Aufweisen von Ähnlichkeiten mit Geschaffenem.
Die Reformation forderte eine stärkere Rückbesinnung auf biblische Texte. Natürlicher Vernunft und zwischenzeitlicher Tradition wird weniger Erkenntniswert zugeschrieben. Während u. a. im 19. Jahrhundert einige Theologen auf Herausforderungen u. a. durch Aufklärung und moderne Vernunft- und Offenbarungskritik mit einer konstruktiven Rezeption u. a. transzendentalphilosophischer Ideen reagieren, weisen andere dies zurück. Die Reichweite „natürlicher Vernunft“ wird dann geringer, „Übernatürliches“ höher veranschlagt; so in unterschiedlichsten Ausprägungen etwa vonseiten der meisten katholischen Revitalisierungsversuche der Systematisierungen des Thomas von Aquin, anders etwa Anfang des 20. Jahrhunderts bei protestantischen Theologen wie Karl Barth, die sich stärker auf biblische Offenbarung beziehen. In jüngeren theologischen Debatten wurden auch zuvor weitgehend unstrittige Aspekte der Gottesvorstellung kritisch diskutiert, etwa die Allmacht Gottes.

### Islam
Der Islam, der auf der arabischen Halbinsel entstand, hat seinen Gottesbegriff in Auseinandersetzung mit der altarabischen Religion, die verschiedene lokale Gottheiten kannte, sowie mit Vorstellungen des Judentums und Christentums entwickelt. So betont der Koran die Einheit und Einzigkeit Gottes und argumentiert, dass der Glaube an Gott als Weltschöpfer den Glauben an andere göttliche Wesen und Mächte überflüssig macht. Kontinuität im Gottesbild der monotheistischen Religion bestand schon im altsüdarabischen Reich von Himyar. Aus diesem Umfeld wurden auch die beiden Gottesnamen Allah und Rahman in den Islam übernommen, die miteinander verbunden zum Beispiel in der Basmala-Formel erscheinen. Vers 1 der Sure 112 unterstreicht das monotheistische Prinzip des Islam. Derselbe Vers widerspiegelt auch das jüdische Glaubensbekenntnis Schma Jisrael aus Dtn 6,4 . In derselben Sure lässt sich die Aussage in Vers 3, dass Gott weder zeugend noch gezeugt ist, als eine direkte Zurückweisung des nizänischen Glaubensbekenntnisses verstehen, wonach Jesus von Gott „gezeugt, nicht geschaffen“ ist.
Theologische Debatten, die um die Mitte des 8. Jahrhunderts einsetzten, kreisten um die Frage, wie die verschiedenen Aussagen über Gott im Koran, die Körperlichkeit oder Menschenähnlichkeit implizieren, zu interpretieren sind. Während einige theologische Schulen diese Aussagen wörtlich nahmen und zu einem anthropomorphistischen Gottesbild neigten (etwaq al-Mughīra ibn Saʿīd und Muqātil ibn Sulaimān), vertraten andere eine sehr radikale Transzendenz Gottes (beispielsweise Dschahm ibn Safwān). Ende des 8. Jahrhunderts entwickelten sich Zwischenpositionen. Der schiitische Gelehrte Hischām ibn al-Hakam (gestorben nach 795) definierte Gott als einen dreidimensionalen, massiven Lichtkörper, wobei er sich an den Aussagen über Gott in Sure 112 und im Lichtvers orientierte. Die Anhänger der Muʿtazila betonten, dass Gottes Wesen unbeschreibbar ist; anthropomorphe Zuschreibungen im Koran mussten ihrer Auffassung nach metaphorisch ausgelegt werden.
Anlass zu theologischen Spekulationen haben daneben auch die zahlreichen im Koran genannten Namen und Eigenschaften Gottes gegeben. Es stellte sich die Frage, wie diese sich zu Gottes eigenem Wesen verhalten. Während die Muʿtaziliten im Zuge ihrer strengen Betonung der Einheit Gottes (Tauhīd) meinten, dass Gott Qualifikationen wie „wissend“ (ʿālim), „mächtig“ (qādir), „lebendig“ (ḥaiy) allein durch sich selbst (bi-nafsihī) habe, wurde in der sunnitischen Theologie angenommen, dass diese Eigenschaften auf korrelierende Substantive verweisen, nämlich „Wissen“ (ʿilm), „Macht“ (qudra), „Leben“ (ḥayāt), denen eine reale Existenz zukommt. Um nicht das Prinzip der Einheit Gottes zu verletzen, konnten sie allerdings nicht so weit gehen, diese Attribute als verschieden von Gott zu bezeichnen. Der Theologe Ibn Kullāb entwickelte darum die Formel, dass die Attribute Gottes „weder identisch mit Gott noch nicht-identisch mit ihm“ seien. Diese Formel wurde später auch in die aschʿaritische Theologie übernommen. Die Attribute Gottes erhielten damit eine Position, die derjenigen der Hypostasen in der christlichen Theologie ähnelte.
Manche Gruppen wie die frühen Hanbaliten lehnten es aber auch ganz ab, das Wesen Gottes zum Gegenstand rationaler Spekulation zu machen. In ihrer Tradition stehen die heutigen Wahhabiten. In der sufischen Tradition zog man der Spekulation über Gott eine unmittelbare, mystische Gotteserfahrung in Form des „Entwerdens in Gott“ (fanā fī Llāh) vor. Bei verschiedenen Gruppen der schiitischen Ghulāt-Tradition gab es schließlich die Tendenz, den eigenen Imam als Gott anzusehen. In der Lehre von der Wahdat al-wudschūd wird Gott mit der absoluten Existenz identifiziert.

### Voodoo
Im Voodoo wird Bondye als einziger Gott verehrt. Da er sich in unerreichbarer Ferne befinden soll, werden Gebete und Opfer ausschließlich an die Loa als vermittelnde Geistwesen gerichtet.

## Existenz
Bestrebungen, die Existenz Gottes oder der Götter schlüssig abzuleiten, finden sich bereits in der griechischen Philosophie. In der jüdischen und frühchristlichen Apologetik, und später in der jüdischen, christlichen und arabischen Scholastik wurden weitere formale Gottesbeweise aufgestellt. Einige moderne Apologeten legen die Existenz Gottes ebenfalls anhand logischer Argumente dar.
Die folgende Liste nennt bedeutende Argumente für die Existenz Gottes sowie einige namhafte Vertreter.
| Die Existenz oder Bewegung aller Dinge bedingt eine erste Ursache, nämlich Gott (kosmologische Argumente).                            | Platon, Aristoteles, Avicenna, Thomas von Aquin, William Lane Craig                     |
| Die Ordnung und Komplexität der Welt bedingt einen Schöpfer (teleologische Argumente).                                                | Sokrates, Cicero, Thomas von Aquin, William Paley                                       |
| Die Tatsache, dass es möglich ist, sich ein perfektes, höchstes Wesen vorzustellen, beweist dessen Existenz (ontologische Argumente). | Avicenna, Anselm von Canterbury, René Descartes, Kurt Gödel                             |
| Moral, Bewusstsein (Leib-Seele-Problem), Schönheit, Liebe und religiöse Empfindungen lassen auf einen Gott schließen.                 | John Henry Newman, Henry Sidgwick, John Polkinghorne, Richard Swinburne, René Descartes |
| Die Wahrhaftigkeit von Wundern und Offenbarungen zeigt, dass Gott existiert.                                                          | C. S. Lewis, William Lane Craig                                                         |
| Persönliche Gotteserfahrungen oder die Beantwortung von Gebeten deuten darauf hin, dass es einen Gott gibt.                           | Thomas Reid, Nicholas Thomas Wright                                                     |

Unabhängig von Beweisen für die Existenz eines Gottes kann der Glaube an dessen Existenz vorteilhaft sein. Immanuel Kant und Johann Gottlieb Fichte waren beispielsweise der Auffassung, dass der Gottglaube moralisch notwendig ist. Der Pascalschen Wette zufolge ist es vernünftig, sicherheitshalber an Gott zu glauben, da dieser gegebenenfalls den Glauben belohnt und den Nichtglauben bestraft.
Für Friedrich Wilhelm Joseph Schelling war Philosophie nur dann wirkliche Philosophie, wenn sich durch sie über „Dasein und Nichtdasein Gottes etwas wissenschaftlich ausmachen lasse“. Auch für Georg Wilhelm Friedrich Hegel hat die Philosophie den Zweck, Gott zu erkennen, da ihr Gegenstand, die Wahrheit, nichts anderes sei als die Auseinandersetzung mit Gott. Kant hingegen kritisierte klassische Gottesbeweise und hielt die objektive Realität Gottes weder für beweis- noch widerlegbar. Friedrich Nietzsche war gegenüber metaphysischen Konzepten skeptisch; er lehnte den Versuch ab, auf eine unbedingte, widerspruchslose Welt zu schließen und nur durch Negationen Gott einzuführen.

Kategorien von Antworten auf die Frage „Warum glauben Sie an Gott?“ (nach Shermer/Sulloway)

Die Ansicht, dass keine vernünftige Diskussion über die Existenz von Göttern möglich ist, wird üblicherweise damit begründet, dass die menschliche Vernunft hierzu nicht in der Lage sei (Irrationalismus und Fideismus), oder dass alle Wahrheitsaussagen letztendlich willkürlich seien (erkenntnistheoretischer Relativismus). Der starke Agnostizismus vertritt die Auffassung, dass niemand wissen kann, ob es einen Gott gibt, und dass es nicht möglich sein wird, diese Frage je zu beantworten.
Der Nichtglaube an Götter wird häufig mit einem Mangel an Beweisen für deren Existenz begründet. Russells Teekanne ist ein Beispiel, das die philosophische Beweislast für die Behauptung eines Gottes aufzeigen soll. Eine ähnliche Haltung wird im Rahmen von Religionsparodien beansprucht, bei denen übernatürliche Wesen wie das „unsichtbare rosafarbene Einhorn“ oder das „fliegende Spaghettimonster“ erfunden werden. Neben logischen Argumenten gegen bestimmte Gottesvorstellungen wie dem Allmachtsparadoxon und dem Theodizeeproblem gibt es Versuche, die Existenz von Göttern empirisch zu widerlegen. So würden naturwissenschaftliche Erklärungen zur Entstehung des Lebens und des Universums sowie statistische Untersuchungen zur Unwirksamkeit von Gebeten zeigen, dass das Universum sich genau so verhält, wie in Abwesenheit eines Gottes zu erwarten sei.
In einer 1998 durchgeführten Umfrage unter 1000 US-Amerikanern wurden als Hauptgründe für den Glauben an Gott die Schönheit, Perfektion oder Komplexität der Welt (29 % der Befragten, die an Gott glauben) sowie die persönliche Gotteserfahrung (21 %) genannt. Eine Umfrage unter Mitgliedern der Skeptics Society ergab als Hauptgrund für den Nichtglauben an Gott den Mangel an Beweisen für dessen Existenz (38 % der Befragten, die an keinen Gott glauben).

## Verbreitung des Gottglaubens

2005: Anteil der Bevölkerung, die „glaubt, dass es einen Gott gibt“ (Eurobarometer-Befragung)

### Demografie
Eine Zusammenfassung von Umfrageergebnissen aus verschiedenen Staaten ergab im Jahr 2007, dass es weltweit zwischen 505 und 749 Millionen Atheisten und Agnostiker gibt. Laut der Encyclopædia Britannica gab es 2009 weltweit 640 Mio. Nichtreligiöse und Agnostiker (9,4 %), und weitere 139 Mio. Atheisten (2,0 %), hauptsächlich in der Volksrepublik China.
Bei einer Eurobarometer-Umfrage im Jahr 2005 wurde festgestellt, dass 52 % der damaligen EU-Bevölkerung glaubt, dass es einen Gott gibt. Eine vagere Frage nach dem Glauben an „eine andere spirituelle Kraft oder Lebenskraft“ wurde von weiteren 27 % positiv beantwortet. Bezüglich der Gottgläubigkeit bestanden große Unterschiede zwischen den einzelnen europäischen Staaten. Die Umfrage ergab, dass der Glaube an Gott in Staaten mit starkem kirchlichen Einfluss am stärksten verbreitet ist, dass mehr Frauen (58 %) als Männer (45 %) an einen Gott glauben und dass der Gottglaube mit höherem Alter, geringerer Bildung und politisch rechtsgerichteten Ansichten korreliert.
Laut einer Befragung von 1003 Personen in Deutschland im März 2019 glauben 55 % an einen Gott; 2005 waren es 66 % gewesen. 75 % der befragten Katholiken sowie 67 % der Protestanten glaubten an einen Gott (2005: 85 % und 79 %). Unter Konfessionslosen ging die Glaubensquote von 28 auf 20 % zurück. Unter Frauen (60 %) war der Glauben 2019 stärker ausgeprägt als unter Männern (50 %), in Westdeutschland (63 %) weiter verbreitet als in Ostdeutschland (26 %).

### Populäre Vorstellungen

Concept-Map von Attributen, mit denen Gott von US-amerikanischen Studenten beschrieben wurde (nach Kunkel); grob lassen sich 2 Dimensionen in der Beschreibung unterscheiden:
- horizontal: primitiv-fürsorglich
- vertikal: abstrakt-anthropomorph

Bei empirischen Untersuchungen wurde immer wieder festgestellt, dass die unter Gläubigen verbreiteten Gottesvorstellungen auch innerhalb derselben Religion sehr vielfältig sind. Ähnlichkeitsstruktur- und Faktorenanalysen ergaben verschiedene Dimensionen, aus denen ein Gottesbild aufgebaut sein kann. So können göttliche Eigenschaften beispielsweise entlang der Dimensionen richtend-kümmernd, kontrollierend-rettend oder konkret-abstrakt variieren.
Justin Barrett kam bei Untersuchungen unter US-amerikanischen und indischen Gläubigen zum Ergebnis, dass Personen intuitiv zu personenähnlichen Gottesvorstellungen tendieren, die der theologischen Lehre zuwiderlaufen. Beispielsweise besteht die Tendenz, zu denken, dass Gott beziehungsweise die Götter sich bewegen, Sinneseindrücke verarbeiten oder nur eine Aufgabe auf einmal erledigen können. Andererseits werden in abstrakteren Situationen theologische Attribute wie Allgegenwart oder Allmacht zur Beschreibung von Gott übernommen. Die ontologische Diskrepanz zwischen Menschen und dem Übernatürlichen wird demnach zumindest in kognitiv relevanten, alltäglichen Situationen wie dem Gebet überbrückt, indem die Unterschiede zwischen beiden Bereichen ignoriert werden.

## Psychologische Erklärungsversuche
In der Psychoanalyse wird der Gottglaube als eine Form des Wunschdenkens betrachtet. Für Sigmund Freud war Gott die Projektion einer perfekten, schützenden Vaterfigur, die das Gefühl einer idealisierten Kindheit vermitteln soll. Für Carl Gustav Jung ist Gott eine Erfahrung, die in seelischen Tiefenschichten bereit liegt. Das innerseelische Gottesbild entspricht dem Archetypus des Selbst und repräsentiert psychische Ganzheit. Über die metaphysische Wirklichkeit Gottes ist damit nichts ausgesagt.  Andere Psychoanalytiker sahen Gott nicht als tröstlichen Traum, sondern als Projektion des neurotischen Selbsthasses. Ludwig Feuerbach, der ebenfalls religionskritische Thesen vertrat, sah im Gottglauben den „Spiegel des Menschen“, der Rückschlüsse auf das menschliche Wesen erlaube.
Die kognitive Religionswissenschaft geht davon aus, dass Menschen aufgrund ihrer Veranlagung dazu tendieren, Vorstellungen von übernatürlichen Akteuren zu verfestigen. Die Standardtheorie begründet dies im Wesentlichen durch zwei mentale Module bei Menschen, dem Theory of Mind Mechanism (ToMM) und der Agency Detection Device (ADD). Durch das ToMM sind Menschen in der Lage, bei anderen Akteuren Gefühle und Absichten zu vermuten. Die ADD ermöglicht es, aufgrund sensorischer Reize schnell die Anwesenheit von Akteuren in der Umgebung wahrzunehmen. Sie diente beim Frühmenschen dazu, Prädatoren rechtzeitig zu erkennen und zu meiden, wird aber auch heute noch aktiv, sodass selbst hinter natürlichen Ereignissen oftmals ein Akteur vermutet wird. Dieses Erklärungsmodell bezieht sich nicht nur auf Götter, sondern auf alle übernatürlichen Akteure.
Ein verwandter Forschungsgegenstand ist die Frage, welche kognitiven Fähigkeiten in Bezug auf den Gottglauben angeboren sind. Die Anthropomorphismus-Hypothese geht davon aus, dass Kinder einen Gott anfänglich als „großen Supermenschen im Himmel“ betrachten, und erst später die Vorstellung eines transzendenten, körperlosen Wesens entwickeln. Demgegenüber besagt die Preparedness-Hypothese, dass Kinder derartige metaphysische Eigenschaften problemlos akzeptieren, da sie von Beginn an kognitiv in der Lage sind, sich allgemeine übernatürliche Akteure vorzustellen.